# Klaniczay Tibor

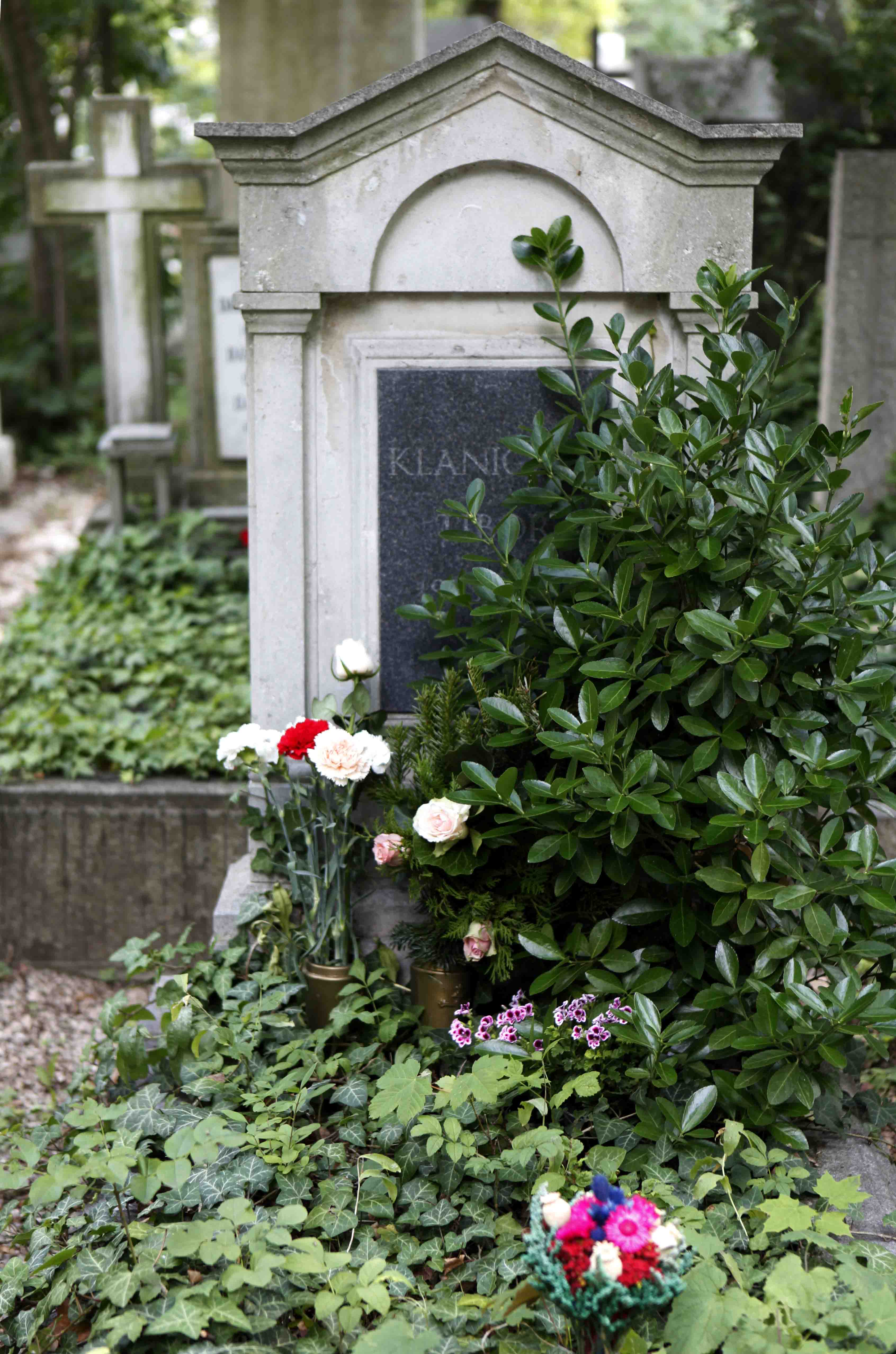
Sírja a Farkasréti temetőben

Klaniczay Tibor (Budapest, 1923. július 5. – Budapest, 1992. május 14.) Kossuth-díjas (1955) irodalomtörténész, tudományos tanácsadó, egyetemi tanár, intézeti igazgató, egyetemi docens, a  Magyar Tudományos Akadémia tagja.

## Életpályája
1933-ban lett a krisztinavárosi Werbőczy István (ma: Petőfi Sándor) Gimnázium diákja, ahol 1941-ben tette le az érettségi vizsgát. Magyar‒olasz szakon kezdte meg tanulmányait 1941-ben, majd Eötvös-kollégista lett, és 1945-ben diplomázott. 1946-ban bölcsészdoktorrá avatták, de ösztöndíjasként 1947‒1948-ban a Római Tudományegyetemen tanult tovább. Az oktatás és kutatás, illetve tudományszervezés összefüggő feladatait már életének ebben a szakaszában is nagy hozzáértéssel végezte. Miközben 1949 és 1957 között az ELTE BTK Magyar Irodalomtörténeti Intézetének oktatója volt, nagyívű tudományszervezési elképzelései már a Magyar Tudományos Akadémiához kötötték. Az MTA I. Osztályának szaktitkára (1950‒1955), majd az újonnan alapított, működését 1956. január 2-án megkezdő MTA Irodalomtörténeti (1969-től Irodalomtudományi) Intézet igazgatóhelyettese, 1984-ben pedig igazgatója lett, 1992-ben bekövetkezett túlságosan korai haláláig. Az intézetalapítás diszciplínateremtéssel is járt. Klaniczay 1969-ben hozta létre a Reneszánsz-Barokk Kutatócsoportot, amely 1970-re az intézet Reneszánsz Osztályává, sőt Centre de Recherche de la Renaissance elnevezéssel a nemzetközi együttműködés és intézményes kapcsolatépítés központjává vált.
Az 1950-es évek közepétől kezdődően Klaniczay Tibor saját szakmai életútjában is az MTA került előtérbe, hiszen 1954-ben akadémiai doktori címet szerzett, majd az akadémia levelező (1965), végül rendes tagjává (1979) választották. Akadémiai doktori értekezésének könyvváltozatáért (Zrínyi Miklós, Budapest: Akadémiai Kiadó, 1954) a Kossuth-díj III. fokozatát érdemelte ki 1955-ben. Akadémikusi tevékenységének jelentőségét kellőképpen mutatja az is, hogy 1985–1990 között az MTA Elnökségének tagja volt. Az 1980-as évekre Klaniczay megbecsültsége nemzetközi szintre emelkedett: levelezőpartnerei között ott találjuk Peter Burke, Roy Porter, Jacques Le Goff vagy Paul Raabe nevét. Továbbá erős intézményközi kapcsolatokat épített ki Velencében (Fondazione Giorgio Cini) és Wolfenbüttelben (Herzog August Bibliothek), ugyanakkor két rangos vendégprofesszori mandátumot is teljesített: előbb Párizsban (1967), majd Rómában (1975‒1979). Az 1925-ben alapított Amerikai Medievalisztikai Akadémia 1973-ban választotta levelező tagjának, 1976-ban pedig a franciaországi François Rabelais Egyetem (Tours) adományozott neki Doctor Honoris Causa címet.
Az irodalomtörténész Klaniczay az olasz, de implicit módon a neolatin nyelv és kultúra szakértőjeként is széles tematikus horizonton mozgott, ennek kezdetei a magyarországi humanizmushoz (Vitéz János, Janus Pannonius), a magyar–olasz kapcsolatok történetéhez kapcsolódtak. A reneszánsz, sőt a reformáció irodalmának értő és gyakran komparatív nézetben való megközelítése, majd – Zrínyi Miklós életművét fókuszba állítva – a barokk-kutatás képezte azt a folytatást Klaniczay irodalomtörténészi érdeklődésében, amely következetesen továbbvitte a humanista hagyomány vizsgálatát a kora újkor későbbi periódusaiba is. A késő-barokk és rokokó, tehát a 18. század egyházi irodalma (érdeklődése homlokterében Hermányi Dienes Józseffel) képezte azt a kronológiai határt, amely lezárta Klaniczay irodalomtörténeti univerzumának terét és idejét. Ezt a sokirányú érdeklődést hűen leképezik a fontosabb publikációk is. A Zrínyi-témát egyetemi és akadémiai doktori értekezéseiben dolgozta ki, ezt követték az igazán nagy merítések, szinte évtizedenként egy-egy tematikus tanulmánykötet: Reneszánsz és barokk (1961), A múlt nagy korszakai (1973), Hagyományok ébresztése (1976), Pallas magyar ivadékai (1986). 1993-ban, lezárásaként ennek az impozáns sorozatnak, posztumusz kiadásban jelenhetett csak meg az úgynevezett proto-akadémiákat és tudós humanista csoportosulásokat bemutató írása, A magyarországi akadémiai mozgalom előtörténete az általa indított Humanizmus és Reformáció könyvsorozatban.
Klaniczay Tibor irodalomtörténészi habitusának meghatározó összetevője volt a textológiai iskolázottság és ennek diszciplináris fejlesztése. Az ő referátuma alapján az MTA Irodalomtörténeti Intézete vitát folytatott a kritikai kiadásokról és a forráskiadások textológiai elveiről 1959-ben. Ugyancsak az ő kezdeményezésére jött létre 1960. május 31-én az MTA keretében működő Textológiai Munkabizottság. Tudatosan fejlesztette a textológiai paradigmát, irányadó írásban tette vita tárgyává a felszabadulás utáni magyar textológia helyzetét (A textológiai munka problémái, 1962). Intézményes kutatói és tudományszervezési erőfeszítéseiből egyenesen következett egy irodalomtörténeti szintézis megteremtése. 1964–1966 között jelent meg hat kötetben A magyar irodalom története, amelynek a kora újkort tárgyaló két kötete Klaniczay irányítása alatt és szerkesztésében látott napvilágot (A magyar irodalom története 1600-ig, illetve A magyar irodalom története 1600-tól 1772-ig). A kora újkorral foglalkozó magyarországi irodalomtörténet-írás diszciplináris és intézményes kimunkálásának szintén fontos előmozdítói voltak a Klaniczay által indított szakmonográfiákat és forráskiadásokat közreadó könyvsorozatok, illetve a reneszánszkutatóknak az 1960-as évek végén megszervezett, informálisan működő interdiszciplináris munkaközössége akadémiai kutatóintézetek, különböző tudományterületek művelői, valamint régi magyar irodalomtörténeti oktató- és kutatóhelyek közreműködésével. Ennek a széles tudományos közegnek a támogatásával indult 1970-ben a „Rebakucs-konferenciák” néven ismert nagy sikerű tematikus konferenciasorozat mint a Reneszánsz-Barokk Kutatócsoport hagyományait követő, azóta is élő szakmai fórum.
A gazdag életút nagyszabású eredményeit egy 1953-as esemény már előrevetítette. Klaniczay ugyanis az MTA I. Osztály szaktitkáraként a román–magyar kulturális egyezmény keretében 1953 nyarán bukaresti utazással egybekötött kéthónapos erdélyi tartózkodása alatt Kolozsváron, Nagyenyeden, Gyulafehérváron, Nagyszebenben, Marosvásárhelyen, Székelyudvarhelyen és Székelykeresztúron végzett könyvtári és levéltári kutatást. Az 1953-as látogatást követően olyan többlépcsős stratégiát dolgozott ki, amelynek célja a határon túli források összegyűjtése és kiadása volt. Kiépítette azt a tudománylogisztikát és intézményes hátteret, amely lehetővé tette egy komplex kutatási gyakorlat kialakítását, majd 1974 decemberében programjavaslatot tett közzé A nemzeti kultúra értekéinek és emlékeinek feltárása és rendszerezése címmel. A program egyik prioritása az összes határon túli kulturális érték (szövegek és artefactumok) feltárása és megörökítése volt. 1982-ben létrejött a Kulturális és történelmi emlékeink feltárása, nyilvántartása es kiadása elnevezésű kutatási főirány, amely 1985 és 1990 között A művelődési folyamatok és történelmi kulturális hagyományaink kutatása című országos középtávú fejlesztési tervbe (OKKFT) tagolódott be. 1990 tavaszától a magyarságkutatási programmal összekapcsolódva A Kárpát-medence népei, nemzetiségei történetének kutatása, kulturális emlékeink feltárása és közzététele címmel kormányzati szinten kiemelt kutatássá alakult át. Klaniczay 1991. november 29-én a Kulturális és történelmi emlékeink feltárása, nyilvántartása és kiadása elnevezésű program elnökségének beszámolót készített, amelyben az 1986‒1991 közötti periódus eredményeit sorolta elő a legfontosabb kritikai kiadások addigra elkészült köteteitől a nyolckötetesre tervezett A magyar irodalomtörténet bibliográfiája című kiadványig, beleértve az adattárakat vagy a nem kritikai igényű szövegkiadási sorozatokat is.
1992. május 14-én, életének 69. évében hunyt el, hosszan tartó súlyos betegség után. A temetésére a Farkasréti temetőben került sor május 26-án. Németh G. Béla akadémikus vett végső búcsút tudóstársától.
Gyermekei: Gábor (1950–), Júlia (1954–) és Péter (1955–).

## Díjai, elismerései
- Magyar Népköztársasági Érdemérem (1952), ezüst fokozat[12]
- Kossuth-díj (1955), III. fokozat[12]
- Munka Érdemrend arany fokozata (1976)[12]
- Szocialista Magyarországért Érdemrend (1983)[12]

## Emlékezete

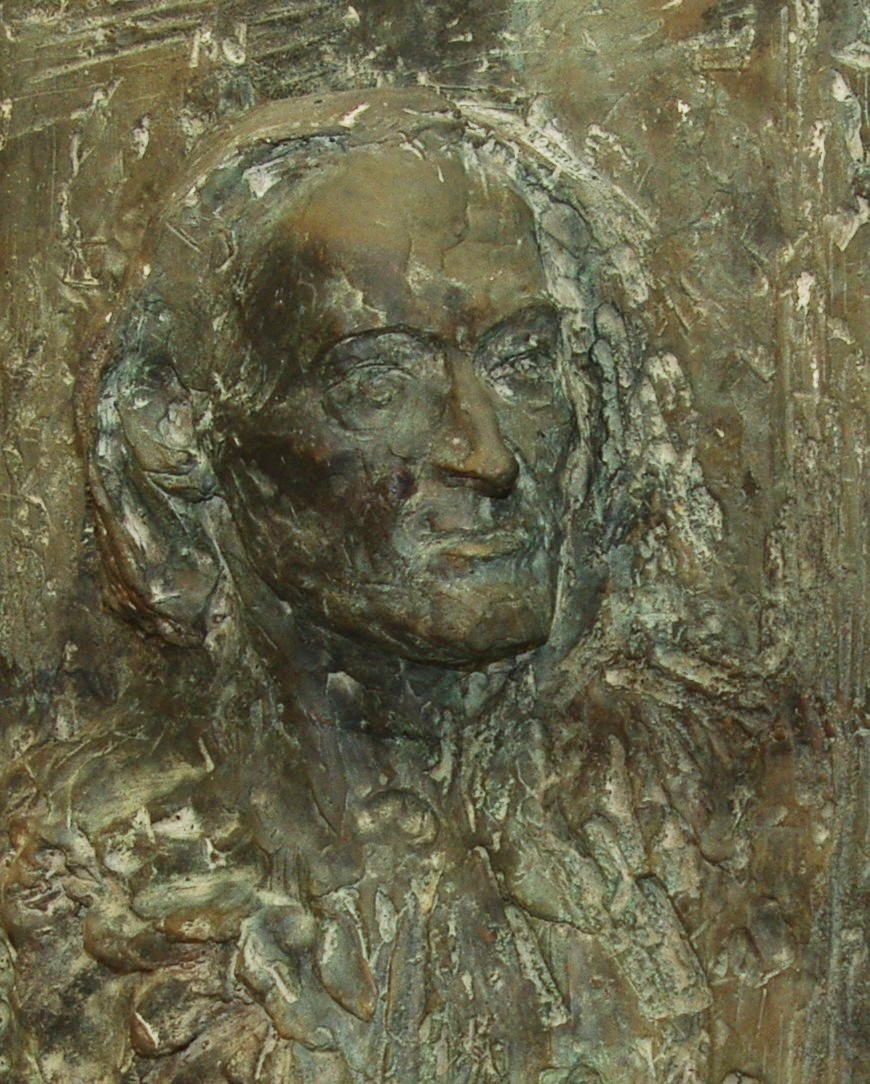
Emléktáblája az Eötvös Collegium első emeletének folyosóján

1994-ben a Balassi Kiadó és az MTA ITI gondozásában megjelent a Klaniczay-emlékkönyv, mely egykori tanítványainak és kollégáinak – tiszteletére írt – írásait tartalmazza.
Egykori intézete domborművet készíttetett portréjával, mely az Eötvös Collegium épületében működő kutatóműhely folyosójának falán látható. A B. Kovács Katalin által készített bronz alkotást 1997-ben leplezték le. Halálának 20. évfordulójára emlékezve az MTA BTK Irodalomtudományi Intézet
2012. május 16-án megkoszorúzta az emléktáblát (melyen részt vett Fodor Pál akkori főigazgató is), később fénykép-kamarakiállítás nyílt az Eötvös Könyvtárban, amelyen emlékbeszédet mondott Jankovics József és Szörényi László. Május 22-én a római La Sapienzia Egyetemen tartottak megemlékezést, melyet Sárközy Péter hozott létre. Az első ülés megnyitó beszédjeit Luigi Frati, Antonello Biagini és Marta Fattori professzorok, az előadásokat Sante Graciotti, Amedeo Quondam, Szörényi László, Sárközy Péter tartották, míg a másodikét Molnár Antal, Riccardo Scrivano, Gabriella Miggiano, Amedeo Di Francesco, Andreina Ubrizsy-Savoia és Roberto Ruspanti. Később bemutatták Klaniczaynak a magyar akadémiai mozgalomról írt könyvének olasz kiadását és az olasz Klaniczay-bibliográfiát. Előbbit Giorgio Patrizi, utóbbit R. Takács Olga. Szintén halálának huszadik évfordulójának tiszteletére december 4-én emlékülést tartottak az Eötvös Collegium klubtermében, amelynek programja az alábbi személyek előadásaiból állt össze: 
- Elnök: Szörényi László
  - Fodor Pál: Megnyitó
  - Nemeskürty István: Személyes emlékek
  - Madas Edit: Holl Béla Repertorium hymnologicum maedii aevi Hungariae c. kötetéről
  - Németh S. Katalin: Klaniczay Tibor és a wolfenbütteli együttműködés története
  - Marosi Ernő: A Főirányról
  - Bitskey István: A tudományos utánpótlás iránti felelősség (Emlékezés Klaniczay Tiborra)
  - Ritoókné Szalay Ágnes: Mátyás király, HolubárNÉ és Janus Pannonius
- Elnök: Kőszeghy Péter
  - R. Várkonyi Ágnes: Az interdiszciplinaritás Klaniczay műhelyében Zrínyitől az udvari kultúráig
  - Galavics Géza: Egy művészettörténész Klaniczay Tiborról
  - Orlovszky Géza: Zágrábban Klaniczay Tiborral
  - Hausner Gábor: Klaniczay Tibor és a Zrínyi könyvtár (személyes emlékek a sorozatról és a Bibliotheca Zriniana kötet születéséről)
  - Ferenczi Ilona: Újfalvi Imre katalógusának első „magyar énekeskönyve” — a Psalterium Strigoniense
  - Voigt Vilmos: A magyar irodalom története 1600-ig: 3. A líra ősi típusai (1964)
  - Kasza Péter: Henricus Nollius 17. századi hermetikus-rózsakeresztes (?) regénye
  - Szentpéteri Márton: Mysterium pietatis ostensum et defensum: avagy: megkerült-e Bisterfeld De uno Deojának folytatása?
- Elnök: Pajorin Klára
  - Péter Katalin: A Spenótról
  - Keserű Bálint: Lehetett-e ellentmondani Klaniczay Tibornak?
  - Erdélyi Zsuzsanna: Villanatok a múltból
  - Simona Kolmanová (Prága): A 16. századi szerelemi költészet a közép-európai régióban (cseh‒szlovák‒magyar párhuzamok és eltérések)
  - Kilián István: Hogyan indította el Klaniczay Tibor az Intézetben a Régi magyar dráma kutatását?
  - Sántha Teréz: „A céklasalátától a lábjegyzetig”‒ emlékek 23 éves közös munkákról
  - Havas László: Klaniczay Tibor és Eckhardt Sándor munkássága
- Elnök: Jankovics József
  - Mikó Árpád: Humanizmuskutatás és művészettörténet-írás
  - P. Vásárhelyi Judit: Klaniczay Tibor és az RMNy
  - Madarász Imre: Új vagy örök Galilei-per?
  - Kovács Zsuzsa (Varese): Magyar történelmi személyiségek Masolino Heródes lakomáját ábrázoló freskóján. Régi és új hipotézisek a rejtett portrék azonosítására (melyek egykor ‒ másolatban ‒ a REBAKUCS-szobát díszítették)
  - Jankovits László: Klaniczay Tibor és Jacobus Piso
  - Imregh Mónika: A „De vita”-ról
  - Mózes Huba: Corona sancta te rite cernit
  - Király Erzsébet: Csokonai és a „magyar régiség” ügye (A költő szerepvállalása a nemzet első múzeumában: viszonya Széchényi Ferenchez)
  - Prokopp Mária: Klaniczay Tibor, a quattrocento festészeti kutatásaim inspirálója
  - Sárközy Péter (Róma): Klaniczay Tibor, az italianista
  - Gömöri György (Cambridge): Találkozások és levelezés Klaniczay Tiborral
- Elnöki zárszó[19]

Ugyancsak az MTA Irodalomtudományi Intézet és Reneszánsz Kutató Osztálya 2002-ben megalapította a Klaniczay-díjat, melyet évente ítélnek oda kiváló, régi magyar irodalommal foglalkozó irodalomtörténészek számára. A díjat ugyancsak B. Kovács Katalin készítette.
2017. június 20-ától a nevét viseli az MTA BTK Irodalomtudományi Intézet Eötvös Könyvtárának nagy olvasóterme.
2023-ban születésének századik évfordulóján tisztelgett a BTK Irodalomtudományi Intézet rendezvénysorozattal a tudós, akadémikus és tudományszervező előtt, melynek keretén belül kerekasztal-beszélgetés, egész napos workshop, mesterkurzus, valamint egy angol nyelvű előadás is szerepelt a programban.

### Róla szóló emlékírások
- N. N: „Klaniczay Tiborra emlékezünk”. Irodalomismeret 1, 2–3. sz. (1992): 61–97.[23]
- Németh G. Béla: „Klaniczay Tiborra emlékezünk”. Magyar Tudomány 99, 8. sz. (1992) 1008–1009.[23]
- Sárközy, Péter e Di Francesco, Amadeo: „In memoriam Tibor Klaniczay”. Rivista di Studi Ungheresi 7 (1992): 5–10.[23]
- Scrivano, Riccardo. „Tibor Klaniczay il comparatista del rinascimento”. Rivista di Studi Ungheresi 7 (1992): 10–19.[23]
- Gieysztor, Alessander, Paul Oskar Kristeller, Gabriel Astrik:  „Tibor Klaniczay”. Speculum 68, 3. sz. (1993): 936–937.[23]
- Tóth Gyula. „A szövegtudó(s) – találkozásaim Klaniczay Tiborral”. Szivárvány 14, 1. sz. (1993): 130–132.[23]
- „Klaniczay Tibor (1923–1992)”. Hungarológiai Értesítő 12, 1–2. sz. (1990–1993): 7–12.[23]
- "Itt Klaniczay, ugye dolgozol?" – Munkatársai beszélgetése mesterükről In: Irodalomismeret, 2002/5-6. sz. [23]
- Bitskey István: „Emlékezés Klaniczay Tiborra”. In Relígió, retorika, nemzettudat régi irodalmunkban, szerk: Bitskey István és Oláh Szabolcs, 15–26. Debrecen, 2004.[23]
  - Emlékezés Klaniczay Tiborra – Bitskey István cikke a Magyar Tudományban (2002/11)
- Véghelyi Balázs: Klaniczay Tibor, Irodalomismeret, 2004/4-5.
- Jankovics József: „85 éve született Klaniczay Tibor (1923–1992)”. Budapest: MTA ITI, 2008. 32 p.[23]
- Ács Pál és Székely Júlia, szerk: A reneszánsz reneszánsza – Beszélgetések Klaniczay Tiborról és a reneszánszkutatásról. Budapest: BTK, 2021.[23]

## Bibliográfia

### Önálló kötetek [monográfiák, tematikus tanulmánykötetek]
- A fátum és szerencse Zrínyi műveiben. Budapest: Pázmány Péter Tudományegyetem Bölcsészeti Kara, 1947. 54 p.[24]
- A régi magyar irodalom, I–II, Budapest: Bölcsészettudományi Kar jegyzetei (kézirat gyanánt), 1952–1953. 426 p. és 461 p.[24]
- Zrínyi Miklós. Budapest: Akadémiai Kiadó, 1954. 548 p.; 2. kiad. 1964, 852 p.[24]
- Reneszánsz és barokk. Budapest: Szépirodalmi Könyvkiadó, 1961. 595 p. – 2. kiad. Szeged: Szukits Könyvkiadó, 1997. 481 p.[24]
- Marxizmus és irodalomtudomány. Budapest: Akadémiai Kiadó, 1964. 275 p.[24]
- A múlt nagy korszakai. Budapest: Szépirodalmi Könyvkiadó, 1973. 528 p.[24]
- Tibor Klaniczay: La crisi del Rinascimento e il Manierismo. Roma: Bulzoni, 1973. 111 pp.[24]
- Tibor Klaniczay: Mattia Corvino e l’Umanesimo italiano. Problemi Attuali di Scienza e di Cultura, 202. Roma: Accademia Nazionale dei Lincei, 1974. 20 pp.[24]
- Hagyományok ébresztése. Budapest: Szépirodalmi Könyvkiadó, 1976. 579 p.[24]
- Tibor Klaniczay: Renaissance und Manierismus. Zum Verhältnis von Gesellschaftsstruktur, Poetik und Stil. Berlin: Akademie Verlag, 1977. 276 S.[24]
- Pallas magyar ivadékai. Budapest: Szépirodalmi Könyvkiadó, 1985. 353 p.[24]
- Tibor Klaniczay: Renesans, manieryzm, barok. Warszawa: Państwowe Wydawnictvo Naukowe, 1986. 381 pp.[24]
- A manierizmus. Izmusok(szerkesztő). Budapest: Gondolat Kiadó, 1975. 356 p. – 2. kiad. 1982. 450 p.[24]

#### Posztumusz kötetek
- A magyarországi akadémiai mozgalom előtörténete. Humanizmus és Reformáció 20. Budapest: Balassi Kiadó, 1993. 96 p.[24]
- Klaniczay Gáborral. Szent Margit legendái és stigmái. Irodalomtörténeti Füzetek 137. Budapest: Argumentum, 1994.[24]
- Stílus, nemzet és civilizáció. Szerkesztette Klaniczay Gábor és Kőszeghy Péter. Régi Magyar Könyvtár. Tanulmányok 4. Budapest: Balassi Kiadó, 2001.[24]
- Tibor Klaniczay. Alle origini del movimento accademico ungherese. A cura di Amadeo Di Francesco. ISTER Collana di Studi Ungheresi. Alessandria: Edizioni dell'Orso, 2010. 119 pp.[24]

### Tanulmányok, cikkek
- 1940 – „A finnugor néprokonsági eszme”. Turán 23 (1940): 141–143.[25]
- 1947
  - „Szerencse”. Magyar Nyelv 43 (1947): 38–43.[25]
  - „A Bölcsészkar naplója 1848 márciusának eseményeiről”. Valóság 3 (1947): 470–472.[25]
  - „Az Eötvös Collegium a mérlegen? (Hozzászólás Lakatos Imre cikkéhez)”. Valóság 3 (1947): 195–199.[25]
- 1948
  - „Barakonyi Ferenc”. In Magyar századok, 120–130. Budapest: Egyetemi Nyomda, 1948.[25]
  - „A magyar humanizmus”. [???], 1948. okt. 29.[25]
- 1949 – „Régi magyar irodalom és folklór”. Irodalomtörténet 37 (1949): 205–215.[25]
- 1950
  - „A régi magyar irodalom átértékelésének kérdése”. Irodalomtörténet 38 (1950): 60–66.[25]
  - „Tudós, nyomdász és népnevelő. Misztótfalusi Kis Miklós emlékezete”. Irodalmi Újság 1, 5. sz., 1950. dec. 21., [???].[25]
- 1951
  - „A Szigeti veszedelem”. Irodalomtörténet 39 (1951): 411–438. [4: 437–505.][25]
  - „Végvári vitézek – szegénylegények [előszó]”. In Végvári vitézek-szegénylegények, összeállította Klaniczay Tibor, 3–5. Budapest: Művelt Nép Könyvkiadó, 1951.[25]
- 1952
  - „Tollal és karddal. Zrínyi Miklós – a költő és hadvezér”. Néphadsereg, 1952. júl. 19., [???].[25]
  - „Eredmények és feladatok a régi magyar irodalom kutatásában”. A MTA Nyelv- és Irodalomtudományok Osztályának Közleményei II (1952): 43–69.[25]
  - „Misztótfalusi Kis Miklós. Bevezetés”. In Misztótfalusi Kis Miklós Maga Mentsége, kiadta Bán Imre, 7–22. Budapest: Szépirodalmi Könyvkiadó, 1952.[25]
  - „Zrínyi Miklós. Bevezető”. In Zrínyi Miklós. Válogatott művei. Kiadta Bán Imre, 7–66. Magyar Klasszikusok. Budapest: Szépirodalmi Könyvkiadó, 1952. – 2. kiad. 1957, 7–71. (Iskolai Könyvtár). [K. T. saját jegyzeteivel][25]
  - „Végvári vitézek, szegénylegények”. In Szemelvények a magyar történelem tanításához I., összeállította K. M. Nevelésügyi Főosztály didaktikai csoportjának történelmi munkaközössége, 67–68. Budapest: Közoktatásügyi Kiadóvállalat, 1952.[25]
- 1954
  - „Beszámoló a Román Népköztársaság könyvtáraiban végzett kutatásaimról (Adalékok kéziratos énekeskönyveink történetéhez)”. A MTA Nyelv- és Irodalomtudományok Osztályának Közleményei V (1954): 345–384.[25]
  - „Balassi Bálint sírjáról”. Irodalmi Újság 5, 38. sz., 1954. december 4., 3.[25]
  - „Hermányi Dienes József ismeretlen munkája”. Irodalomtörténeti Közlemények 58 (1954): 58–62. [4: 558–566.][25]
  - „Kapádból is csinálj fegyvert!”. Csillag 8, 2. sz. (1954): 269–278. [4: 506–527.][25]
  - „A Rákóczi-szabadságharc legszebb éneke”. Irodalomtörténet 42 (1954): 19–22.[25]
  - „Zrínyi Miklós”. Doktori értekezés tételei. 1954.[25]
- 1955
  - „Magyar nyelvű verses kéziratok Csehszlovákia könyvtáraiban és levéltáraiban”. A MTA Nyelv- és Irodalomtudományok Osztályának Közleményei VII (1955): 429–442.[25]
  - Klaniczay Tibor és Csabai Tibor. „A magyar irodalomtörténetírás mai helyzete”. Társadalmi Szemle 10, 9. sz. (1955): 84–107.[25]
  - „Bevezető”. In Kárpáthy Gyula, Zrínyi, 5–13. Budapest: Katonai Kiadó, 1955.[25]
  - „A régi magyar költészet kutatásáról”. Irodalmi Újság 6, 13. sz. (1955): 7.[25]
  - „A realizmus fogalmáról”. Irodalmi Újság 6, 46. sz. (1955): 6.[25]
- 1956
  - „A realizmus kérdései és a régi magyar irodalom”. In A realizmus kérdései a magyar irodalomban, szerkesztette Klaniczay Tibor, 60–72. Budapest: Akadémiai Kiadó, 1956.[25]
  - „Tinódi Sebestyén emlékezete”. In Tinódi-emlékkönyv, szerkesztette Horváth István Károly és Naszádos István, 11–24. Sárvár, 1956. [4: 39–53.][25]
  - „Tinódi Lantos Sebestyén”. Szabad Nép, 1956. jan. 30., 4.[25]
  - „Jelentés az irodalomtörténeti kongresszusról”. A MTA Nyelv- és Irodalomtudományok Osztályának Közleményei VIII (1956): 321–332.[25]
  - „A magyar irodalomtörténeti kutatások második ötéves terve (1956–1960)”. Irodalomtörténeti Közlemények 60 (1956): 242–244.[25]
  - „[Hozzászólás] Horváth János: Árpádkori latin nyelvű irodalmunk stílusproblémái c. doktori disszertációjához”. A MTA Nyelv- és Irodalomtudományok Osztályának Közleményei VIII (1956): 308–309.[25]
  - „[Válasz.] Klaniczay Tibor Zrínyi Miklós c. doktori disszertációjának vitája, összefoglalta Pirnát Antal”. A MTA Nyelv- és Irodalomtudományok Osztályának Közleményei IX (1956): 391–401.[25]
- 1957
  - „Pázmány Péter [Utószó]”. In Pázmány Péter, Válogatott írásai, kiadta Rónay György, 281–302. Magyar Könyvtár. Budapest: Magvető Könyvkiadó, 1957. [4: 340–360.][25]
  - „Hozzászólás Balassi és Rimay verseinek kritikai kiadásához”. A MTA Nyelv- és Irodalomtudományok Osztályának Közleményei XI (1957): 265–338.[25]
  - „A magyar reformáció irodalma”. Irodalomtörténeti Közlemények 61 (1957): 12–47. [4: 64–150.][25]
- 1958
  - „[Hozzászólás]”. In Vita a népi írókról, 68–76. Budapest: MTA Irodalomtörténeti Intézete, 1958.[25]
  - „A XX. századi népiességről”. Népszabadság, 1958. szept. 16., 4.[25]
  - „Tíz esztendő”. Irodalomtörténeti Közlemények 62 (1958): 437–439.[25]
  - „A Régi Magyar Költők Tára XVII. századi sorozata”. Irodalomtörténeti Közlemények 62 (1958): 424.[25]
  - „Újfalvi Imre és az 1602. évi énekeskönyv”. Irodalomtörténeti Közlemények 62 (1958): 152–159. [4: 151–182.][25]
  - „Népiesség és romantika”. Kortárs 2, 12. sz. (1958): 894–900. [5: 131–139.][25]
- 1959
  - „A Fanchali Jób-kódex”. A MTA Nyelv- és Irodalomtudományok Osztályának Közleményei XIV (1959): 243–249. [4: 296–302.][25]
  - „Apáczai Csere János (1625–1659)”. Népszabadság, 1959. dec. 31., 8.[25]
  - „Beszámoló a jugoszláviai tanulmányútról”. Irodalomtörténeti Közlemények 63 (1959): 162–163.[25]
  - „[Hozzászólás]”. In A szovjet realizmus-vita tanulságai, 47–51. Budapest: MTA Irodalomtörténeti Intézete, 1959.[25]
  - „Zrínyi Miklós, Szigeti veszedelem [előszó]”. In Zrínyi Miklós. Szigeti veszedelem, sajtó alá rendezte Klaniczay Tibor, 5–11. Budapest: Móra Ferenc Könyvkiadó, 1959.[25]
- 1960
  - „Tanulmányút a Német Demokratikus Köztársaságban, Olaszországban, Rómában”. Irodalomtörténeti Közlemények 64 (1960): 298–299, 741–742.[25]
  - „A nacionalizmus előzményei a magyar irodalomban”. A MTA Nyelv- és Irodalomtudományok Osztályának Közleményei XVI (1960): 7–23. [5: 110–130.][25]
  - „Hozzászólás Tóth Dezső: A polgári nacionalizmus kialakulása a magyar irodalomban c. munkájához”. A MTA Nyelv- és Irodalomtudományok Osztályának Közleményei XVI (1960): 105–106.[25]
  - „A magyar későreneszánsz problémái (Stoicizmus és manierizmus)”. Irodalomtörténet 48 (1960): 41–61. [4: 303–339.][25]
  - „A magyar barokk irodalom kialakulása”. Irodalomtörténeti Közlemények 64 (1960): 319–341, 443–461. [4: 361–436.][25]
  - „La naissance et le développement de la littérature baroque en Hongrie”. Acta Litteraria 3 (1960): 131–190.[25]
- 1961
  - „Balassi Bálint [utószó]”. In Balassi Bálint. Összes versei és Szép magyar komédiája, kiad. Eckhardt Sándor, 217–239. Budapest: Magyar Helikon, 1961.[25]
  - „A magyar irodalom reneszánsz korszaka”. Irodalomtörténet 49 (1961): 1–16. [4: 7–38.][25]
  - „Történelmi téma – szocialista regény”. Kortárs 5, 10. sz. (1961): 519–529.[25]
  - „A szerelem költője (Balassi Bálint)”. A MTA Nyelv- és Irodalomtudományok Osztályának Közleményei XVII (1961): 165–246. [4: 183–295.][25]
  - „Problem renesansu w literaturze i kulturze węggierskij”. Odrodzenie i Reformacja w Polsce 6 (1961): 175–201.[25]
  - „L’humanisme néerlandais et la poésie de la Renaissance hongroise”. De Nieuwe Taalgids 54 (1961): 302–311.[25]
- 1962
  - „Egy irodalomtörténeti kongresszus és tanulságai. Utrecht, 1961. augusztus”. Kortárs 6, 1. sz. (1962): 123–130.[25]
  - „A népies konzervativizmus nemzetfelfogásáról”. Kortárs 6, 2. sz. (1962): 266–279. [reflexió – Juhász Erzsébet. „Egy vakvágányra jutott vita”. Kortárs 6, 4. sz. (1962): 609–613.][25]
  - „Az irodalomtörténeti szintézis néhány elvi kérdése”. Irodalomtörténeti Közlemények 66 (1962): 59–73. [5: 36–65.][25]
  - „A textológiai munka problémái”. A MTA Nyelv- és Irodalomtudományok Osztályának Közleményei XIX (1962): 339–349. [5: 230–246.][25]
  - „Probleme der ungarischen Spätrenaissance (Stoizismus und Manierizmus)”. In Renaissance und Humanismus in Mittel- und Osteuropa, Hrsg. von Johannes Irmscher, II, 61–94. Berlin: Akademie Verlag, 1962.
  - „Vita a könyv margóján”. Magyar Könyvszemle 78, 1. sz. (1962): 52–55.[25]
  - „Jegyzetek egy nemzetközi irodalomtörténeti tanácskozásról”. Népszabadság, 1962. nov. 28., 9.[25]
- 1963
  - „A polgári irodalomtörténetírás örTCsége és a marxista irodalomtudomány”. A MTA Nyelv- és Irodalomtudományok Osztályának Közleményei XX (1963): 45–84. [5: 9–35.][25]
  - „Egy kelet-európai összehasonlító irodalomtörténet lehetőségei”. Világirodalmi Figyelő 9 (1963): 47–55. [5: 195–208.][25]
  - „Nézeteltérések a „nemzeti jelleg” körül”. Kritika 1, 1. sz. (1963): 17–27. és In Vita a magyarországi osztályküzdelmekről és függetlenségi harcokról, szerkesztette Pach Zsigmond Pál, 164–187. Budapest: Kossuth Könyvkiadó, 1965. [5: 160–179.][25]
  - „A művészeti stílusok helye a marxista kutatásban”. Művészettörténeti Dokumentációs Központ Közleményei 11 (1963): 7–28. és In A szocializmus irodalma, szerk. Nyírő Lajos, 71–121. Budapest: Gondolat Könyvkiadó, 1966. [5: 66–109.][25]
  - „Les possibilités d’une littérature comparée de l’Europe orientale”. In La littérature comparée en Europe Orientale: Conférence de Budapest 26–29 octobere 1962, ed. by István Sőtér, Kálmán Bor, Tibor Klaniczay, György Mihály Vajda, 115–127. Budapest: Akadémiai Kiadó, 1963. [magyarul: 5: 195–208.][25]
  - „La littérature de la Renaissance et la noblesse hongroise”. In La Renaissance et la Réformation en Pologne et en Hongrie (1450 –1650), éd. György Székely, Erik Fügedi, 243–252. Studia historica 53. Budapest: Akadémiai Kiadó, 1963.[25]
  - „Néhány gondolat a »Nemzet, haza, honvédelem a parasztság és a nem nemesi katonáskodó réteg gondolkodásában XV–XVIII. század« című vitához”. Történelmi Szemle 6 (1963): 79–82.[25]
  - „Barátok között a Loire völgyében (A tours-i reneszánsz-konferencia)”. Magyar Nemzet, 1963. aug. 14., 4.[25]
  - „Le Stage de la Renaissance de Tours vu de Budapest”. L’Echo de Touraine (Tours), 1963. szept. 6., [???].[25]
- 1964
  - „A magyar reneszánszkutatás újabb eredményei”. A MTA Nyelv- és Irodalomtudományok Osztályának Közleményei XXI (1964): 235–265.[25]
  - „Literatur und Kunst vom Mittelalter bis zur Gegenwart. Kulturbeziehungen zwischen Ungarn und Deutschland”. Kommunität, 1964, 149–157.[25]
  - „Styles et histoire du style”. In Littérature hongroise – littérature européenne, éd. István Sőtér, Ottó Süpek, 9–50. Budapest: Akadémiai Kiadó, 1964.[25]
  - „La Renaissance hongroise (Les nouvelles recherches et l’état dela question)”. Bibliothéque d’Humanisme et Renaissance (Genéve), 1964, 439–475.[25]
  - „»Sodrásban«. Gaál István filmjéről”. Kritika 2, 7. sz. (1964): 3–8. és In Filmélet, szerkesztette Lukács Antal, 12–20. Budapest: Magvető Könyvkiadó, 1967. [9: 451–464.] Továbbá In Bekezdések, pályakép Sára Sándorról, szerkesztette Kelecsényi László, 36–38. Budapest: Duna Televízió, 2000; „Sodrásban” (részlet), In 53 magyar film Hyppolittól a Sátántangóig, szerk. Tóth Klára, 36–38. Budapest: MMA, 2015.[25]
- 1965
  - „A nemzeti irodalom fogalmáról”. Helikon 11 (1965): 303–309. [6: 9–18.][25]
  - „Realizmus vagy szocialista realizmus”. Társadalmi Szemle 20, 7. sz. (1965): 103–107. és In A szocializmus irodalma, szerkesztette Nyírő Lajos, 333–340. Budapest: Gondolat Könyvkiadó, 1966.[25]
  - „A népies konzervativizmus és a »nemzeti jelleg« kérdése”. In Elvek és utak, szerkesztette Pándi Pál, 235–262. Budapest: Magvető Könyvkiadó, 1965. [5: 140–159.][25]
  - „Literary Scholarship”. In Science in Hungary, eds. Tibor Erdey-Grúz, Imre Trencsényi-Waldapfel, 213–231. Budapest: Corvina Kiadó, 1965.[25]
  - „Les sciences littéraires hongroises aprés la liberation”. Acta Litteraria VII (1965): 395–414.[25]
  - „[Hozzászólás.] A régi magyar művészet periodizációs problémái”. Művészettörténeti Értesítő 14, 3. sz. (1965): 211–213.[25]
  - „A magyar irodalom reneszánsz korszaka”. In Cikkgyűjtemény, szerkesztette Gyenis Vilmos, 73–96. Budapest: Tankönyvkiadó, 1965.[25]
- 1966
  - „A »Csontváry-kérdés«”. Kritika 4, 1. sz. (1966): 1–13. [9: 423–450.][25]
  - „Megjegyzések a jelenkori irodalom történetéhez”. Kritika 4, 3. sz. (1966): 25–28. [9: 465–475.][25]
  - „A szintézis útján”. Kritika 4, 12. sz. (1966): 8–12. [9: 516–528.][25]
  - „Szigetvár irodalmi örTCsége”. Jelenkor 9, 11. sz. (1966): 1056–1057.[25]
  - „A régi magyar családnevek helyesírása”. Magyar Nyelv 62 (1966): 480–486. [9: 261–273.][25]
  - „Que faut-il entendre par littérature nationale?” In Actes du IVe Congrés de l’Association Internationale de Littérature Comparée, Fribourg, 1964, red. Fr. Jost, I, 187–194. The Hague–Paris: Mouton, 1966.
  - „Réalités et idéalisation dans la poésie pétrarquiste de Bálint Balassi”. Acta Litteraria VIII (1966): 343–365.[25]
  - „Nacionalne pitanje i književnost – posebno u Istočnoj Evropi”. Forum, 1966, 496–528.[25]
- 1967
  - „Kollokvium a finn-ugor és magyar kutatások helyzetéröl Franciaországban”. Magyar Tudomány 74, 9. sz. (1967): 614–615.[25]
  - „Niccolò Zrínyi, Venezia e la letteratura della ragion di stato”. In Mélanges de littérature comparée et de philologie offerts á Mieczystaw Brahmer, 265–273. Warszawa: PWN–Éditions scientifique de Pologne, 1967.[25]
  - „Un machiavellista ungherese: Miklós Zrínyi”. In Italia ed Ungheria. Dieci secoli di rapporti letterari, a cura di Mátyás Horányi, Tibor Klaniczay, 185–199. Budapest: Akadémiai Kiadó, 1967.[25]
  - „Stílus és módszer”. Kritika 5, 3. sz. (1967): 29–40. [9: 485–515.][25]
  - „A reneszánsz [Bevezetés]”. In Bibliotheca Corviniana, szerkesztette Csapodi Csaba, Csapodiné Gárdonyi Klára és Szántó Tibor, 9–14. Budapest: Magyar Helikon, 1967. OSZK[25]
  - „Nekoliko osnovnih principa sistematizacija povijesti književnosti”. Umjetnost Riječi, 1967, 57–70.[25]
  - „Несколько замечаний к анализу стилей.” Русская литература, 1967, 2, 25‒35. [„Nyeszkolko zamecsanyij k analizu sztyilej”. Russzkaja Lityeratura, 1967, 2, 25–35.][25]
  - „Pilk tänapäeva ungari kirjandusteadusse”. Keelja Kirjandus, 1967, 162–166.[25]
  - „Stoicisme et maniérisme. Le déclin de la Renaissance en Hongrie”. Revue de Littérature Comparée (Paris), 1967, 515–531.[25]
- 1969
  - „L’aspect héroique et combattant de la poésie baroque”. In Analyse spectrale et fonction du poéme baroque. Actes des journées internationales d’études du Baroque, 1968, éd. Félix Castan, 89–95. Baroque 3. Montauban: C. I. S. B., 1969.[25]
  - „Style i historia stylów”. Pamiętnik Literacki (Warszawa), 1969, 305–335.[25]
  - „Что последовало за Возрождением в истории литературы и искусства Европы.” В кн.: ХVII век в мировом литературном развитии. Pед. Ю.Б. Виппер и др., Москва: Наука, 1969. С. 84‒101. [„Sto poszledovalo za vozrozsdenyiem v isztorii lityeraturi i iszkussztva Evropi?” In XVII vek v mirovom lityeraturnom razvityii, ed. Ju. B. Vipper, 84–101. Moszkva: Izdatyelsztvo Nauka, 1969.] (résumés - Que succèda-t-il a la renaissance dans l’histoire de la littérature et dés arts en Europe? 480–481.)[25]
- 1970
  - „A reneszánsz határai és ellentmondásai”. Kritika 8, 1. sz. (1970): 8–15. [6: 113–122.][25]
  - „Zrínyi olvasmányaihoz: Vittorio Siri”. Irodalomtörténeti Közlemények 74 (1970): 684–689. [9: 249–260.][25]
  - „A reneszánsz válsága és a manierizmus”. Irodalomtörténeti Közlemények 74 (1970): 419–450; és Reneszánsz Füzetek, 4. [6: 226–282.][25]
- 1971
  - „Az irodalmi korszak fogalmáról”. Kritika 9, 1. sz. (1971): 7–11. [6: 46–54.][25]
  - „Nicasius Ellebodius és Poeticája”. Irodalomtörténeti Közlemények 75 (1971): 24–34; és Reneszánsz Füzetek 10. [6: 174–191.][25]
  - „La crise de la Renaissance et la Maniérisme”. Acta Litteraria XIII (1971): 269–314.[25]
- 1972
  - „A magyar középkorkutatás feladatai”. Magyar Tudomány 79 (1972): 75–82. [6: 76–90.][25]
  - „La nationalité des écrivains en Europe centrale”. Revue des Etudes Sud-est Européennes (Bucureşti) 10, 3. sz. (1972): 585–595.[25]
  - „La naissance du Maniérisme et du Baroque au point de vue sociologique”. Renaissance, Maniérisme, Baroque, Paris, Vrin, 1972, 215–223.[25]
  - „La haute aristocratie, principal soutien de la Renaissance et du Baroque en Hongrie”. Renaissance, Maniérisme, Baroque, Paris, Vrin, 1972, 224–234.[25]
  - „Skizze einer Renaissance-Auffassung”. Weimarer Beiträge (Berlin), 1972, 152–163.[25]
- 1973
  - „Contributi alle relazioni padovane degli umanisti d’Ungheria: Nicasio Ellebodio e la sua attività filologica”. In Venezia e Ungheria nel Rinascimento, ed. Vittore Branca, 317–333. Civiltá Veneziana Studi 28. Firenze: Olschki, 1973.[25]
  - „A régi magyarországi írók nemzeti hovatartozása”. Irodalomtörténeti Közlemények 77 (1973): 148–153 és Látóhatár 23, 7. sz. (1973): 69–80. [6: 19–31.][25]
  - „»Die Belagerung von Sziget« und das Barock”. Prilozi za Knjizevnost, Jezik, Istoriju i Folklor, 1973, 191–201.[25]
  - „Nacionalna pripadnost pisaca”. Savremenik, 1973, 100–104.[25]
- 1974
  - „Előszó”. In Marzio, Galeotto, Jellemvonások Mátyás király életéből, I, 7–13. Budapest: Pátria Nyomda, 1974. [Minikönyv.][25]
  - „Megoldott és megoldatlan kérdések az első magyar egyetem körül”. Irodalomtörténeti Közlemények 78 (1974): 161–178. [9: 136–165.][25]
  - „A reneszánsz korszakolása és értelmezése”. Irodalomtörténet 56 (1974): 265–282. [9: 277–295.][25]
  - „Gondolatok a nemzeti hagyományról”. Kortárs 18, 5. sz. (1974): 761–775; és Látóhatár 24, 6. sz. (1974): 160–189. [9: 7–39.][25]
  - „A magyar filológia helyzete külföldön”. In Magyartanítás külföldön, szerkesztette Ginter Károly, 6–19. Budapest: Művelődési Minisztérium, 1974; és Hungarológiai ismerettár 5 (1990): 59–65. és A hungarológia oktatásának. elmélete és gyakorlata, szerk. Gáll Nádor Orsolya, Giay Béla, Varka Márta, I, 11–25. Hungarológiai Ismerettár 1. Budapest: Nemzetközi Hungarológiai Központ, 1989. [9: 40–56.][25]
  - „Attività letteraria dei francescani e domenicani nell’Ungheria angioina”. In Gli Angioini di Napoli e di Ungheria, 27–40. Problemi Attuali di Scienza e di Cultura 210. Roma: Accademia Nazionale dei Lincei, 1974.[25]
  - „Manierizmus a jeho estetika”. Slovenská literatura 21 (1974): 507–514. [magyarul: 9: 327–409.][25]
  - „Hozzászólás a Hazafiság és internacionalizmus c. vitához, szerk. Stier Miklós”. Századok 108 (1974): 237–239; és Látóhatár 24, 4. sz. (1974): 138–142.[25]
  - „Új eredmények a »régi« magyar irodalom világában”. Magyar Hírlap, 1974. dec. 21. (351. sz.), 8.[25]
- 1975
  - „A kereszteshad eszméje és a Mátyás-mítosz”. Irodalomtörténeti Közlemények 79 (1975): 1–14; és Reneszánsz Füzetek 28. [9: 166–190.][25]
  - „Jegyzetek Budai Parmenius Istvánról [D. B. Quinn és N. M. Cheshire könyve kapcsán]. Egy kitűnő könyv margójára”. Irodalomtörténeti Közlemények 79 (1975): 650–656. [9: 225–241.][25]
  - „The Study of Literature”. In Science and Scholarship in Hungary, edited by Tibor Erdey-Grúz and Kálmán Kulcsár, 300–314. Budapest: Corvina Könyvkiadó, 1975.[25]
  - „A neoplatonizmus szépség- és szerelemfilozófiája a reneszánsz irodalomban”. Filológiai Közlöny XXI (1975): 362–373. [9: 311–326.][25]
  - „Reformáció és anyanyelvű műveltség”. Világosság 16, 12. sz. (1975): 727–731.[25]
  - „Époque littéraire: structure sociale et style”. In Actes du VIe Congrés de l’Association Internationale de Littérature Comparée, Bordeaux, com. de réd. Michel Cadot, Milan Dimic et al., 287–290. Stuttgart: Bieber, 1975.[25]
  - „Előszó”. In Bartoniek Emma, Fejezetek a XVI–XVII. századi magyar történetírás történetéből, s. a. r. Ritoók Zsigmondné, 3–4. Budapest: MTA Irodalomtudományi Intézete–MTA Könyvtára, 1975.[25]
  - „Napirenden: a műemlékvédelem, válogatás Barcza Géza,…. K. T. …. írásaiból”. Látóhatár 25, 4. sz. (1975): 155–156.[25]
- 1976
  - „László király”. In László király, 5–18. Budapest: Pátria Nyomda, 1976. [Minikönyv.][25]
  - „Die Reformation und die volkssprachlichen Grundlagen der Nationalliteraturen”. In Renaissanceliteratur und frühbürgerliche Revolution, Hrsg. Robert Weimann, Werner Lenk, Joachim-Jürgen Slomka, 131–144. Berlin–Weimar: Aufbau Verlag, 1976. [magyarul: 9: 296–310.][25]
  - „Klassengrundlage und Revolutionsproblematik der Renaissance”. In Renaissanceliteratur und frühbürgerliche Revolution, Hrsg. Robert Weimann, Werner Lenk, Joachim-Jürgen Slomka, 84–86. Berlin–Weimar: Aufbau Verlag.[25]
  - „[Bevezető.]”. In Brodarics István históriája a mohácsi vészről, hasonmás kiadás, fordította és jegyzetelte Szentpétery Imre, 3–4. Budapest: Zrínyi Kiadó, 1976. 2. kiad. 1977.[25]
  - Петраркизм в венгерской поэзии эпохи Возрождения В кн.: Сравнительное изучение литератур: сборник статей к 80-летию академика М. П. Алексеева; ред. А.С. Бушмин; Л.: Наука; 1976. С. 366‒373. [„Petrarkizm v vengerszkoj poezii epohi vozrozsgyenyija”. Szravnyityelnoje izucsenyije lityeratur, Leningrád, Izdatyelsztvo Nauka, 1976, 366–373.] (Újraközlés: Петраркизм в венгерской поэзии эпохи Возрождения  В кн.: Балинт Балашши. Стихотворения . Изд. подгот. Н.И. Балашов, Ю.П. Гусев, И. Хорват; Отв. ред. Н.И. Балашов, Ю.П. Гусев; М.: Наука, 2006. С. 320‒333.)[25]
  - „Nationalisme á l’époque baroque”. In La Baroque en Hongrie, sous la direction de Tibor Klaniczay et Imre Varga, 11–19. Baroque 8. Montauban: C. I. S. B., 1976.[25]
  - „Mi és miért veszett Mohácsnál?” Kortárs 20, 5. sz. (1976): 783–796; és Látóhatár 26, 7. sz. (1976): 130–160. [9: 191–224.][25]
  - „Contribution to the Stephen Parmenius Research”. Acta Litteraria XIII (1976): 191–200.[25]
- 1977
  - „Galeotto Marzio és Mátyás”. Világosság 18, 1. sz. (1977): 32–35.[25]
  - „La Transylvanie: naissance d’un nouvel Etat”. Ethno-psychologie (Le Havre), 1977, 187–301.[25]
  - „La science littéraire hongroise”. Nouvelles Etudes Hongroises 12 (1977): 171–181.[25]
  - „Ady, Kassák, József: la nascita della poesia ungherese moderna”. Ungheria oggi (Roma), 1977, 12–16.[25]
  - „Alcune idee sulla situazione della letteratura ungherese nel mondo”. In Il problema della traduzione e la diffusione della letteratura ungherese in Italia, 14–16. Napoli: Istituto Universitario Orientale, 1977.[25]
- 1978
  - „Szocialista hazafiság és közművelődés”. In Szocialista hazafiság, Országos tanácskozások Egerben: 1974, 1976. Rövidített jegyzőkönyv, szerkesztette Szecskó Károly, 9–22. Eger: Városi Tanács, 1978. [9: 68–81.][25]
  - „Gondolatok a nemzeti hagyományról, részletek”. In Hazafiság – nemzetköziség, összeállította Bakos Gyula, Berend T. Iván és mások, szerkesztette Pach Zsigmond Pál, 112–113. Budapest: MSZMP Budapesti Bizottsága, 1977–1978.[25]
  - „Périodisation et interprétation de la Renaissance. – La théorie esthétique du maniérisme”. In Littérature de la Renaissance á la lumiére des recherches sovietiques et hongroises, ed. N. I. Balachov, A. D. Mikhailov, T. Klaniczay, 49–61, 327–384. Studia humanitatis 3. Budapest: Akadémiai Kiadó, 1978. [magyarul: 9: 277–295.][25]
  - „Reflections on National Tradition (The First Hungarian-British Round-Table Conference)”. The New Hungarian Quarterly 19, 70. sz. (1978): 140–153.[25]
  - „La lotta antiaristotelica dei teorici del manierismo”. In Tiziano e il manierismo europeo, ed. Rodolfo Pallucchini, 367–387. Civiltà Veneziana Studi 24. Firenze: Olschki, 1978.[25]
  - „Un épisode de la postérité d’Erasme: »Enchiridion« hongrois (1627)”. Revue de Littérature Comparée 3 (1978): 185–193.[25]
  - „Előszó”. In Nagy László, A végvári dicsőség nyomában, 7–12. Budapest: Zrínyi Kiadó, 1978.[25]
  - „Reneszánsz [Az új magyar világirodalom-történet tervezetéhez]”. Helikon 24 (1978): 438–445.[25]
- 1979
  - „La formazione della poetica e della teoria d’arte del Barocco”. In Venezia e Ungheria nel contesto del Barocco europeo, ed. Vittore Branca, 155–168. Civiltà Veneziana Studi 33. Firenze: Olschki, 1979.[25]
  - „Előterjesztés a Nemzetközi Magyar Filológiai Társaság közgyűlésén, 1977. augusztus 25. Nyíregyháza”. Hungarológiai Értesítő 1 (1979): 361–364.[25]
  - „Quelques principes de la périodisation de la Renaissance”. In Actes du VIIe Congrés de l’Association Internationale de Littérature Comparée, Montréal-Ottawa, 1973, réd. Eva Kushner, Roman Sturc, II, 127–128. Stuttgart, Bieber, 1979.[25]
  - „Nation, Nationalismus, Nationalitaten. Umstrittene Neuorientierung der ungarische Geschichtswissenschaft”. Neue Zürcher Zeitung, 1979, Nr. 64, 67–68.[25]
  - „Rozważania o tradycji narodowej”. In Węgierskie wyznania. Esejei rozważania o kulturze, ed. Jerzy Robert Nowak, 86–113. Warszawa: Panstwowy Instytut Wydawniczy, 1979.[25]
- 1980
  - „A magyar kultúra emlékeinek feltárása, nyilvántartása és kiadása”. Kritika 9, 10. sz. (1980): 3–5.[25]
  - „Die Möglichkeiten einer vergleichenden Literaturgeschichte Osteuropas”. In Vergleichende Literaturforschung in den sozialistischen Ländern, Hrsg. Gerhard R. Kaiser, 41–53. Studien zur Allgemeinen und Vergleichenden Literaturwissenschaft 21. Stuttgart: Mertzler, 1980.[25]
- 1981
  - „La letteratura ungherese nell’ambiente est-europeo”. In La lingua e la cultura ungherese come fenomeno areale, ed. Andrea Csillaghy, 279–288. Venezia, 1981.[25]
  - „Instituzionen zur Erforschung der Renaissance: Arbeitsgruppe für Renaissanceforschung der Ungarischen Akademie der Wissenschaften in Budapest”. Wolfenbütteler Renaissance-Mitteilungen 5 (1981): 52–54.
  - „Suy nghĩ vĕ khái niḝm »Văn học dán tộc«”. Tap Chí Văn Học, 1981, Nr. 2, 123–129.[25]
  - „Humanism and Renaissance in the Hungarian Literature”. Fenno-Ugrica Suecana 4 (1981): 53–64.[25]
  - „Tivadar Csontváry e la rivoluzione poetico-stilistica del primo Novecento”. In Atti del IV convegno interuniversitario dei docenti di lingua e letteratura ungherese e di finno-ugristica in Italia, ed. Paolo Santarcangeli, 187–192. Torino, 1981.[25]
  - „A magyarországi reneszánsz mai szemmel, rádióbeszélgetés Benda Kálmánnal és Makkai Lászlóval”. In Olvastam valahol, Benda Kálmán és Kerekes István műsora, 152–158. Budapest: RTV-Minerva, 1981.[25]
- 1982
  - „A nagy személyiségek humanista kultusza a XV. században”. Irodalomtörténeti Közlemények 86 (1982): 135–149; és Reneszánsz Füzetek 52. [11: 41–58.][25]
  - „La poésie méditative, genre représentatif du maniérisme”. Revue de Litterature Comparée 7 (1982): 281–286. [magyarul: 11: 124–128.][25]
  - „Avant-propos”. In Antitrinitarianism in the Second Half of the 16th Century, eds. Róbert Dán, Antal Pirnát, 7–11. Studia humanitatis 5. Budapest–Leiden: Akadémiai Kiadó–E. J. Brill, 1982.[25]
  - „A nemzeti emlékezet tudománya, tévébeszélgetés a hungarológiáról Béládi Miklóssal, Hanák Péterrel, Köpeczi Bélával és Klaniczay Tiborral”. Alföld 33, 5. sz. (1982): 51–62; és A hungarológia fogalma, vál. Giay Béla, 128–147. Hungarológiai Ismerettár 5. Budapest: Nemzetközi Hungarológiai Központ.[25]
  - „A mohácsi csata krónikása”. In Szülőföldünk, a Dunántúl, szerk. Tüskés Tibor, 119–120. Budapest: Tankönyvkiadó, 1982.[25]
  - „Janus Pannonius, magyarországi humanisták, [utószó]”. In Janus Pannonius, magyarországi humanisták, 1363–1376. A magyar remekírók. Budapest: Szépirodalmi Könyvkiadó, 1982.[25]
- 1983
  - „Manierizmus és barokk – a hagyomány és újítás szemszögéből”, in Literatura 10 (1983): 177–183.[25]
  - „Studia Humanitatis”. Le Livre Hongrois, 1983, Nr. 3, 17–18.[25]
  - „Gli antagonismi tra Corte e Società in Europe Centrale (La Corte di transilvanica alla fine del Cinquecento)”. Cheiron 1 (1983): 31–58.[25]
  - „La littérature comparée et la Renaissance”. Revue Canadienne de Littérature Comparée X (1983): 1–22.[25]
  - „Mattia Corvino e Galeotto Marzio”. In Galeotto Marzio e l’Umanesimo italiano ed europeo, 69–73. Narni, 1983.[25]
  - „L’ambiente letterario di Galeotto Marzio in Ungheria”. In Miscellanea di studi in onore di Vittore Branca, III, 545–555. Firenze: Olschki, 1983.[25]
  - „A propos d’une histoire de la littérature hongroise en langue française”. In Comparative Literary Studies, ed. by István Fried, Zoltán Kanyó, József Pál, 103–108. Szeged: JATE, 1983.[25]
- 1984
  - „Nemzeti irodalom és összehasonlító irodalomtörténet”. Fejér megyei Szemle, 1984, 2. sz., 140–142.[25]
  - „¿Qué debe entenderse por literatura nacional?” Academia de Ciencias de Cuba, Instituto de Literatura y Linguistica, Departamento de Literatura, Problemas 1. Historia literaria, 1984, 81–95.[25]
  - „Egyetem és politika a magyar középkorban”. In Eszmetörténeti tanulmányok a magyar középkorról, szerkesztette Székely György, 35–44. Memoria Saeculorum Hungariae 4. Budapest: Akadémiai Kiadó, 1984. [11: 67–76.][25]
  - „Wandlungen der Manierismus- und Barockauffassung”. Acta Litteraria 26 (1984): 117–128. [magyarul: 11: 238–245.][25]
- Klaniczay Tibor, Béládi Miklós. „A Nemzetközi Magyar Filológiai Társaság javaslata a külföldi felsőfokú magyar oktatás továbbfejlesztésére”. Nyelvünk és kultúránk, 1984, 54. sz., 15–24.[25]
  - „Kulturális és történelmi hagyományaink feltárása”. Magyar Tudomány 91 (1984): 953–961.[25]
- 1985
  - „Réforme et transformations culturelles en Hongrie”. In Les Réformes: enracinement socio-culturel, ed. Bemard Chevalier, Robert Sauzet, 233–238. Paris: Edition de la Maisnie, 1985.[25]
  - „Littérature nationale et littérature comparée dans les recherches en Hongrie”. Neohelicon XII, 1. sz. (1985): 161–164.[25]
  - „Lovanio, Roma, Padova e Ungheria: il curriculum dell’umanista fiammingo, Nicasio Ellebodio”. In Roma e l’Italia nel contesto della storia delle università ungheresi, a cura di Péter Sárközy, 97–113. Studi e fonti perla storia dell’Università di Roma 5. Roma: Edizioni dell’Ateneo, 1985. [magyarul: 11: 86–95.][25]
  - „Maniérisme et Baroque, considérés sous l’aspect de la tradition et innovation”. In Actes du Xe Congres de l'Association Internationale de littérature Comparée, eds. Anna Balakian and James J. Wilhelm, I, 450–457. New York: Garland Publishing, 1985.[25]
  - „Les intellectuels dans un pays sans université (Hongrie: XVIe siècle)”. In Intellectuels français, intellectuels hongrois XIIIe–XXe siécles, ed. Béla Köpeczi, Jacques Le Goff, 99–109. Budapest–Paris: Akadémiai Kiadó–CNRS, 1985. [magyarul: 11: 77–85.][25]
- 1986
  - „Plan pour un manuel de littérature comparée de l’époque maniériste”. In Manierismo e letteratura: atti del congresso internazionale (Torino, 12–15 Ottobre 1983), a cura di Gabriella Bosco, Daniela Dalla Valle e Grazia Lana Zardini, 259–266. Torino: Meynier Editore, 1986.[25]
  - „Letteratura e nazionalità (La letteratura ungherese nell’area danubiana)”. Rivista di Studi Ungheresi 1 (1986): 7–20.[25]
  - „O marxistickém pojetí umĕleckého stylu”. In Teorie literatury v zrcadle maďarské literární vĕdy, red. Petr Rákos, 161–174. Praha: Odeon, 1986.[25]
  - „Le mouvement académique á la Renaissance et le cas de la Hongrie”. Hungarian Studies 2, 1. sz. (1986): 13–34. [magyarul: 11: 9–31.][25]
  - „Merre tartson az akadémiai könyvkiadás? Hozzászólás”. Magyar Tudomány 93 (1986): 470–471.[25]
  - „A Zrínyi kritikai kiadás 1957. évi tervezete”. Zrínyi-dolgozatok 3 (1986): 124–133.[25]
- 1987
  - „Celtis und die Sodalitas litteraria per Germaniam”. In: Republica Guelpherbytana (Raabe-Festschrift), Hrsg. Martin Bircher, August Buck, 79–105. Amsterdam: Rodopi, 1987.[25]
  - „Korszerű politikai gondolkodás és nemzetközi látókör Zrínyi műveiben”. In Irodalom és ideológia a 16–17. században, szerkesztette Varjas Béla, 337–400. Memoria Saeculorum Hungariae 5. Budapest: Akadémiai Kiadó, 1987.[25]
  - „Rozważania o tradycji narodowej”. In Odkrywanie Węgier, ed. Jerzy Robert Nowak, 286–293. Kraków: Wydawnictwo Literackie, 1987. [az 1979-es hasonló című írás rövidített változata][25]
  - „A manierizmus politikai filozófiája: Paruta és Lipsius”. Világosság 28, 6. sz. (1987): 356–362.[25]
  - „La science littéraire”. In Sciences sociales et humaines en Hongrie, ed. Béla Köpeczi, 200–210. Budapest: Corvina Könyvkiadó, 1987.[25]
  - „Die politische Philosophie des Manierismus: Paruta und Lipsius”. In Das Ende der Renaissance. Europäische Kultur um 1600, Hrsg. August Buck, Tibor Klaniczay, 23–35. Wolfenbütteler Abhandlungen für Renaissanceforschung 6. Wiesbaden: Harrasowitz, 1987.[25]
  - „Nouvelles recherches sur l’infrastructure sociologique de la Renaissance: cours, académies, universités etc.”. Acta Historica 33, 1. sz. (1987): 35–44.[25]
  - „Hungaria és Pannonia a reneszánsz-korban”. Irodalomtörténeti Közlemények 91–92 (1987–1988): 1–19; és Reneszánsz-füzetek 75 (1988).[25]
  - „TörTC világ Magyarországon, elnTCi megnyitó A hódoltság művelődéstörténete c. tudományos ülésszakon, Szigetvár, 1986. V. 21–25.”. Keletkutatás, 1987. tavasz, 5–7.[25]
  - „Főtitkári beszámoló a Nemzetközi Magyar Filológiai Társaság 3. közgyűlésén, Bécsben, 1986. szeptember 5-én”. Hungarológiai Értesítő VII, 3–4. sz. (1985): 298–304.[25]
- 1988
  - „Manierismo della parola e della figura”. In Letteratura italiana e arti figurativa: atti del XII Convegno dell’Associazione Internazionale per gli Studi di Lingua e Letteratura Italiana, Toronto, Hamilton, Montreal, 6–10 maggio 1985, ed. Antonio Franceschetti, I, 101–116. Firenze: Olschki, 1988.[25]
  - „Das Contubernium des Johannes Vitéz. Die erste ungarische »Akademie«”. In Forschungen über Siebenbürgen und seine Nachbarn. Festschrift für Attila T. Szabó und Zsigmond Jakó, Hrsg. Kálmán Benda et al., II, 227–243. München: Trofenik, 1988.[25]
  - „L’aristocratie et la pensée politique de Juste Lipse”. In Juste Lipse (1547–1606), ed. Alois Gerlo, 25–36. Leuven: University Press, 1988.[25]
  - „Le culte humaniste des grands personnages”. in L’époque de la Renaissance, I, L’avénement de l’esprit nouveau, ed. Tibor Klaniczay, Eva Kushner, André Stegmann, 531–545. Histoire Comparée des Littératures de Langues Européennes VII. Budapest: Akadémiai Kiadó, 1988.[25]
  - „Tracce di un’ accademia platonica nella corte di Mattia Corvino”. In Humanitas e Poesia. Studi in onore di Gioacchino Paparelli, ed. Luigi Reina, I, 103–115. Salerno: Pietro Lavegli Editore, 1988.[25]
- 1989
  - „Stredoveká a novoveká latinská literatura v kontexte národných literatúr”. Slavica Slovaca, 1989, 156–161.[25]
  - „Az összehasonlító irodalomtörténet és a reneszánszkutatás”. In Az irodalomtörténet elmélete, szerkesztette Szili József, II, 107–138. Budapest: Akadémiai Kiadó, 1989.[25]
  - „A közép- és újkori latin irodalom a nemzeti irodalmak kontextusában”. In Ami összehasonlítható és ami nem, szerkesztette Balogh Magdolna, Berkes Tamás, 33–38. Új Aurora Kiskönyvtár. Békéscsaba: Új Auróra, 1989.[25]
  - „Về khái niệm thời kỳ văn học”. Tạp Chí Van Hoc, 1989, Nr. 1, 83–88; és In Các vấn dề Cúa khoa hoc văn học, 399–408. Ha Nôi, 1990.[25]
  - „Akadémiai törekvések Mátyás udvarában”. In Sub Minervae nationis praesidio. Tanulmányok a nemzeti kultúra kérdésköréből Németh Lajos 60. születésnapjára, 41–45. Budapest: ELTE, 1989.[25]
- 1990
  - „Umanisti boemi a Buda all’inizio del Cinquecento. Contributo alla storia della »Sodalitas litteraria Danubiana«”. In Filologia e letteratura nei paesi slavi. Studi in onore di Sante Graciotti, 551–564. Roma: Carucci, 1990.[25]
  - „Egyetem Magyarországon Mátyás korában”. Irodalomtörténeti Közlemények 94 (1990): 575–612; és Reneszánsz-füzetek 81 (1991): 575–612.[25]
- 1991
  - „La questione della monarchia nazionale: Ungheria e Portogallo”. In Filosofia e cultura I–II. Per Eugenio Garin, a cura di Michele Ciliberto e Cesare Vasoli, 417–430. Roma: Editioni Riuniti, 1991.[25]
  - „Die soziale und institutionelle Infrastruktur der ungarischen Renaissance”. In Die Renaissance im Blick der Nationen Europas, hrsg. von Georg Kauffmann, 319–337. Wolfenbütteler Abhandlungen zur Renaissanceforschung 9. Wiesbaden: Harrasowitz, 1991.[25]
- 1992
  - „Hungary”. In The Renaissance in national context, ed. Roy Porter and Mikuláš Teich, 164–179. Cambridge University Press, 1992.[25]
  - „Die Akademie als die Organisation der intellektuellen Elite in der Renaissance”. In Sozialgeschichtliche Fragestellungen in der Renaissanceforschung, hrsg. von August Buck, Tibor Klaniczay, 1–15. Wiesbaden: Otto Harrassowitz, 1992.[25]
- 1993
  - „Die Benennungen »Hungaria« und »Pannonia« als Mittel der Identitätssuche der Ungarn”, In Antike Rezeption und nationale Identität in der Renaissance insbesondere in Deutschland und in Ungarn, Hrsg. Tibor Klaniczay, S. Katalin Németh, Paul-Gerhardt Schmidt, 83–110. Studia humanitatis 9. Budapest: Balassi Kiadó, 1993.[25]
  - „A valódi és az ál-Piso versek”. Irodalomtörténeti Közlemények 97 (1993): 52–57.[25]
  - „Les recherches hongroises sur la Renaissance”. In Necessitas et ars, Studia staropolskie dedykowane Prof. Januszowi Pelcowi, I, 25–30. Warszawa: Semper, 1993.[25]
- 1994 – „La corte di Mattia Corvino e il pensiero accademico”. In Matthias Corvinus and the Humanism in Central Europe, edited by Tibor Klaniczay and József Jankovics, 165–174. Studia humanitatis 10. Budapest: Balassi Kiadó, 1994.[25]
- 1995
  - „La fortuna di Santa Margherita in Italia”. In Spiritualità e lettere nella cultura italiana e ungherese del basso Medioevo, a cura di Sante Graciotti e Cesare Vasoli, 3–27. Firenze: Olschi, 1995.[25]
  - „The Concepts of Hungaria and Pannonia in the age of Renaissance”. Hungarian Studies 10, 2. sz. (1995): 173–189. és In Forms of Identity, Definitions & Changes, ed. Ladislaus Löb, István Petrovics, György E. Szőnyi, 9–20. Szeged: Attila József University, 1994.[25]
  - „Le beau dans l’esthétique du manierisme”. In Dramas of Desire, ed. Ziva Ben-Porat, Hana Wirth-Nesher, 413–419. ICLA 91. Tokyo, 1995.[25]
  - „Idegennyelvű kiadványok jegyzetelési alapelvei”. In Bevezetés a régi magyar irodalom filológiájába, szerk. Hargittay Emil, 106–113. Budapest: Universitas Kiadó, 1995.[25]
- 1996 – „Akademiebewegung in Ungarn im Zeitalter der Renaissance”. In Europäische Sozietätsbewegung und demokratische Tradition, ed. Klaus Garber et al., 951–965. Tübingen: Niemeyer Verlag, 1996.
- 1999 – „L’Umanesimo nell’area danubiana”. Rivista di Studi Ungheresi 14 (1999): 7–46.[25]

### Recenziók, kritikák
- 1947
  - „Berg Pál: Angol hatások tizenhetedik századi irodalmunkban”. Irodalomtörténet 36 (1947): 78–79.
  - „Marót Károly: Amicitia”. Egyetemes Filológiai Közlöny 70 (1947): 130–132.
- 1948
  - „A régibb magyar irodalomtörténet 1944–46-ban”. Egyetemes Filológiai Közlöny 71 (1948): 119–123.
  - „György Lajos: Valkai András, egy kalotaszegi énekszerző a XVI. században”. Irodalomtörténeti Közlemények 56 (1948): 160.
- 1954
  - „A Kodály-emlékkönyv irodalomtörténeti tanulmányai”. A MTA Nyelv- és Irodalomtudományok Osztályának Közleményei V (1954): 617–623.
- 1955
  - „Garas Klára: Magyarországi festészet a XVII. században”. Irodalomtörténeti Közlemények 59 (1955): 382–386.
- 1956
  - „Dózsa, vagy – a magyar nép tragédiája. Illyés Gyula drámájáról”. Irodalmi Újság 6, 14. sz. (1956): 6.
  - „A magyar Elektra”. Színház és Filmművészet, 1956, 368–370.
- 1960
  - „Pais-emlékkönyv”. Irodalomtörténeti Közlemények 64 (1960): 616–618.
  - „Egy új könyvsorozat megindulása. Bibliotheca Hungarica Antiqua”. Élet és Irodalom 4, 27. sz. (1960): 7.
- 1961
  - „Szentkuthy Miklós: Hitvita és nászinduló”. Kortárs 5, 4. sz. (1961): 613–615.
  - „Révész Imre: Sinai Miklós és kora”. Magyar Tudomány 68, 4. sz. (1961): 257–258.
  - „Tolnai Gábor: Évek-századok”. Irodalomtörténeti Közlemények 65 (1961): 349–352.
- 1962
  - „Garas Klára: Franz Anton Maulbertsch”. Művészettörténeti Értesítő 11 (1962): 199–202.
  - „Communicationes ex Bibliotheca Historiae Medicae Hungarica 1–22”. Irodalomtörténeti Közlemények 66 (1962): 681–682.
  - „Aggházy Mária: A barokk szobrászat Magyarországon I–III”. Irodalomtörténeti Közlemények 66 (1962): 388–389.
  - Klaniczay Tibor és Rejtő István. „Etudes Historiques 1960. I–II”. Irodalomtörténeti Közlemények 66 (1962): 251–254.
  - „Diószegi Vilmos: A magyar sámánhit emlékei a magyar népi műveltségben”. Irodalomtörténeti Közlemények 66 (1962): 125–126.
- 1963
  - „Andreas Angyal: Die slawische Barockwelt”. Irodalomtörténeti Közlemények 67 (1963): 93–94; és Acta Litteraria 6 (1963): 167–169.
  - „P. Kiss István: Jeruzsálemi utazás. Kiad. Pásztor Lajos”. Irodalomtörténeti Közlemények 67 (1963): 375–378.
  - „Bán Imre: A barokk”. Nagyvilág 8 (1963), 606–608.
  - „Comenius Magyarországon. Kiad. Kovács Endre”. Irodalomtörténeti Közlemények 67 (1963): 769–770.
  - „Fitz József: A magyar nyomdászat, könyvkiadás és könyvkereskedelem története”. Irodalomtörténeti Közlemények 67 (1963): 636–637.
- 1965
  - „Bogdán István: A magyarországi papíripar története”. Irodalomtörténeti Közlemények 69 (1965): 395.
  - „Rónay György: A klasszicizmus”. Nagyvilág 10 (1965): 1252–1253.
  - „La Renaissance et la Réformation en Pologne et en Hongrie (1450–1650)”. Irodalomtörténeti Közlemények 69 (1965): 528.
- 1966
  - „J. M. Cohen: The Baroque Lyric”. Helikon 12 (1966): 206–207.
  - „Köpeczi Béla: A Rákóczi-szabadságharc és Franciaország”. Társadalmi Szemle 21, 10. sz. (1966): 131–134.
  - Klaniczay Tibor és Sziklay László. „Antológia staršej slovenskej literatúry”. Irodalomtörténeti Közlemények 70 (1966): 226–228.
- 1967
  - „Berkovits Ilona: Magyar kódexek a XI–XVI. században”. Irodalomtörténeti Közlemények 71 (1967): 242–243.
- 1969
  - „Szabolcs de Vajay: Der Eintritt des ungarischen Stammebundes in die europäische Geschichte”. Irodalomtörténeti Közlemények 73 (1969): 506–507.
  - „Luigi Malagoli: Le contradizzioni del Rinascimento”. Helikon 15 (1969): 479–480.
- 1970
  - „Bewegter Auftritt in Europa”. Budapester Rundschau, 1970. márc. 30., [???].
  - „Tolnai Gábor: Tanulmányok”. Könyvvilág 15, 5. sz. (1970): [???].
- 1971
  - „B. Nagy Margit: Reneszánsz és barokk Erdélyben”. Irodalomtörténeti Közlemények 75 (1971): 251.
  - „Gerézdi Rabán: Janus Pannoniustól Balassi Bálintig”. Irodalomtörténeti Közlemények 75 (1971): 640–642.
  - „Hauser Arnold: A művészet és az irodalom társadalomtörténete I–II”. Kritika 9, 8. sz. (1971): 1–6.
  - „Marian Szyrocki: Die deutsche Literatur des Barock; Poetik des Barock. Hrsg. Marian Szyrocki”. Helikon 17 (1971): 490–492.
- 1972
  - „Voit Pál: A barokk Magyarországon”. Irodalomtörténeti Közlemények 76 (1972): 401–402.
  - „Rózsa György: Magyar történetábrázolás a l7. században”. Művészettörténeti Értesítő 21 (1972): 143–145.
  - „Wilhelm Friese: Nordische Barockdichtung”. Helikon 18 (1972): 145–146.
  - „Franco Simone: Umanesimo, Rinascimento, Barocco in Francia”. Helikon 18 (1972): 143–145.
  - „Baroque et maniérisme. A propos du livre de Daniela Dalla Valle: La frattura”. Revue de Littérature Comparée 46 (1972): 90–95.
- 1975
  - „Szűcs Jenő: Nemzet és történelem”. Valóság 18, 12. sz. (1975): 110–113. [9: 82–93.]
  - „Benedek Sándor: A magyarországi református egyház istentiszteletének múltja”. Irodalomtörténeti Közlemények 79 (1975): 717.
  - „Magyar Anjou-legendárium. Kiad. Levárdy Ferenc”. Irodalomtörténeti Közlemények 79 (1975): 507–509. [9: 129–135.]
  - „Holger Homann: Studien zur Emblematik des 16. Jahrhunderts”. Irodalomtörténeti Közlemények 79 (1975): 246–247.
  - „Dieter Wagner: Zur Biographie des Nicasius Ellebodius und zu seinen »Notae« zu den aristotelischen Magna Moralia”. Irodalomtörténeti Közlemények 79 (1975): 400–401.
- 1978 – „A Zrínyi-nyomda mini-hasonmásai a nyomdászat történetéből. Kiad. Haiman György”. Irodalomtörténeti Közlemények 82 (1978): 406.
- 1980
  - „Vargyas Lajos: A magyar népballada és Európa I–II”. Irodalomtörténet 62 (1980): 223–231.
  - „Gerardi Moresenae ecclesiae seu Csanadiensis episcopi Deliberatio... Ed. Gabriel Silagi”. Irodalomtörténeti Közlemények 84 (1980): 544–546; és Hungarológiai Értesítő 2 (1980): 55.
  - „Ungarns Geschichtsschreiber I–II. Hrsg. Thomas von Bogyay”. Hungarológiai Értesítő 2 (1980): 136–137.
  - „Géza Staud: Adelstheater in Ungarn (18. und 19. Jahrhundert)”. Hungarológiai Értesítő 2 (1980): 119–120.
  - „Catalogi personarum et officiorum Provinciae Austriae S. L, I. (1551–1600), ed Ladislaus Lukács S.L”. Hungarológiai Értesítő 2 (1980): 32–33.
  - „Thomas Antonii de Senis »Caffarini«: Libellus de supplemento...”. Irodalomtörténeti Közlemények 84 (1980): 377–378.
  - „Idea di Thomas More, ed. Angelo Paredi etc.; Thomas More: Utopia, trad. Luigi Firpo”. Moreana (Angers), 1980, 65–66, 129–131.
- 1982 – „J. Lajos Csóka OSB: Geschichte des Benediktinischen Mönchtums in Ungarn. Ungarisches Institut, München, 1980. 461 1. (Studia Hungarica, 11.)”. Hungarológiai Értesítő 4 (1982): 47–48.
- 1983
  - „Ungarn-Jahrbuch, 10”. Hungarológiai Értesítő 5, 3–4. sz. (1983): 216–217.
  - „Monumenta antiquae Hungariae III”. Hungarológiai Értesítő 5, 3–4. sz. (1983): 127–128.
- 1985
  - „Catalogi personarum et officiorum Provinciae Austriae S.I., II. (1601–1640), ed. Ladislaus Lukács S.I.”. Hungarológiai Értesítő 7, 3–4. (1985): 40–41.
  - „Ecsedi Báthory István meditációi. Kiad. Erdei Klára, Keveházi Katalin”. Wolfenbütteler Renaissance-Mitteilungen 9 (1985): 129–131.
  - „Grieger, Rudolf: Filipecz, Johann Bischof von Wardein. Diplomat der Könige Matthias und Wladislaw”. Hungarológiai Értesítő 7, 3–4. sz. (1985): 62–63.
  - „Polgár László S. I.: Bibliographie sur l’histoire dela Compagnie de Jésus 1901–1980. II. Les pays – Europe”. in Hungarológiai Értesítő 7, 3–4. (1985): 150–151.
- 1986 – „A Jordánszky-kódex”. Hungarológiai Értesítő 8, 3–4. sz. (1986): 84–85.
- 1987
  - „Janus Pannonius: Epigrammata – The Epigrams”. Hungarológiai Értesítő 9, 3–4. sz. (1987): 68–69.
  - „Karl Nehring: Adam Freiherrn zu Herbersteins Gesandschaftsreise nach Konstantinopel”. Hungarológiai Értesítő 9, 3–4. sz. (1987): 113–114.
  - „Karl Nehring: Iter Constantinopolitanum”. Hungarológiai Értesítő 9, 3–4. sz. (1987): 114.
- 1988 – „Hans Dernschwam’s Tagebuch...”. Hungarológiai Értesítő 10, 3–4. sz. (1988): 54.

### Szövegközlések
Szövegkiadások, antológiák
- Hét évszázad magyar versei, szerkesztette Klaniczay Tibor, Komlós Aladár, Lukácsy Sándor, Pándi Pál, Szász Imre. Budapest: Szépirodalmi Könyvkiadó, 1951. 1120 p. – 2. kiad. I–IV. Szerkesztette Klaniczay Tibor, Komlós Aladár, Lukácsy Sándor, Vargha Balázs. Budapest: Szépirodalmi Könyvkiadó, 1954. 786, 885, 879, 921 p. – 3. kiad. I–III. Szerkesztette Király István, Klaniczay Tibor, Pándi Pál, Szabolcsi Miklós. Budapest: Magyar Helikon, 1966. 1349, 811, 1062 p. – 4. kiad. I–II. Budapest: Szépirodalmi Könyvkiadó, 1972. 430, 1206, 1174 p. – 5. kiad. I–IV. Budapest: Szépirodalmi Könyvkiadó, 1978–1979. 1084, 947, 873, 806 p.[26]
- Végvári vitézek – szegénylegények, Takáts Sándor tanulmányaiból összeállította Klaniczay Tibor. Budapest: Művelt Nép Könyvkiadó, 1951. 150 p.[26]
- Szöveggyűjtemény a régi magyar irodalomból, I–II, szerkesztette Barta János és Klaniczay Tibor. Budapest: Tankönyvkiadó, 1951–1952. 615, 1273 p. – 2. kiad. 1963–1966. 859, 861 p.[26]
- Magyar költészet Bocskaytól Rákócziig, szerkesztette Esze Tamás, Kiss József és Klaniczay Tibor. Magyar Klasszikusok. Budapest: Szépirodalmi Könyvkiadó, 1953. 512 p.[26]
- Zrínyi Miklós. Hadtudományi munkái. Kiadta Klaniczay Tibor és Markó Árpád. Budapest: Zrínyi Kiadó, 1957. 494 p.[26]
- Zrínyi Miklós. Összes művei, I–II. Kiadta Klaniczay Tibor és Csapodi Csaba. Budapest: Szépirodalmi Könyvkiadó, 1958. 754, 624 p.[26]
- Zrínyi Miklós. Szigeti veszedelem. Kiadta Klaniczay Tibor. A Magyar Irodalom Gyöngyszemei. Budapest: Móra Ferenc Könyvkiadó, 1959. 307 p.[26]
- Balassi Bálint szép magyar komédiája. A Fanchali Jób-kódex magyar és szlovák versei, kiadta Eckhardt Sándor, Klaniczay Tibor és Jan Misianik. Irodalomtörténeti Füzetek 25. Budapest: Akadémiai Kiadó, 1959. 207 p.[26]
- Régi Magyar Költők Tára. XVII. század, I. Kiadta Bisztray Gyula, Klaniczay Tibor, Nagy Lajos és Stoll Béla, szerkesztette Klaniczay Tibor és Stoll Béla. Budapest: Akadémiai Kiadó, 1959. 678 p.[26]
- Hermányi Dienes József. Nagyenyedi Demokritus. Magyar Könyvtár. Budapest: Magvető Könyvkiadó, 1960. 461 p.[26]
- Régi Magyar Költők Tára. XVII. század, II. Kiadta Jenei Ferenc, Klaniczay Tibor, Kovács Jósze és Stoll Béla, szerkesztette Klaniczay Tibor, Stoll Béla. Budapest: Akadémiai Kiadó, 1962. 537 p.
- Magyar költők, I–II. Kiadta Klaniczay Tibor és Pándi Pál. Aranykönyvtár. Budapest: Szépirodalmi Könyvkiadó, 1962. 554, 530 p.[26]
- Ungarische Dichtung aus fünf Jahrhunderten, von Tibor Klaniczay, Miklós Szabolcsi, György Mihály Vajda, Hrsg. Stephan Hermlin, György Mihály Vajda. Berlin–Weimar: Aufbau Verlag, 1970. 346 S.[26]
- Von besten der alten ungarischen Literatur. Budapest: Corvina Kiadó, 1978. 253 S. [Ugyanez a kötet: Pages choisies dela littérature hongroise des origines au milieu du XVIIe siècle. Budapest: Corvina Könyvkiadó, 1981. 253 pp.; Old Hungarian Literary Reader. Budapest: Corvina Könyvkiadó, 1985. 303 pp.][26]
- Janus Pannonius – Magyarországi humanisták, szerk. Klaniczay Tibor. Magyar Remekírók. Budapest: Szépirodalmi Könyvkiadó, 1982. 1412 p.[26]
- Zrínyi Miklós. Tábori Kis Tracta. Mátyás király életéről való elmélkedések. A törSZK áfium ellen való orvosság. Budapest: Szépirodalmi Könyvkiadó, 1983. 150 p.[26]
- Zrínyi Miklós. Szigeti veszedelem. Minikiadás. Budapest: Pátria Nyomda, 1982. 606 p.[26]
- Zrínyi Miklós. Szigeti veszedelem. Budapest: Szépirodalmi Könyvkiadó, 1984. 332 p.[26]

### Szerkesztett kötetek [társszerzős művek, gyűjtemények kötetek, kollektív munkák szerkesztése]
- A realizmus kérdései a magyar irodalomban. Az Irodalomtörténeti Kongresszus vitái, 1955. november 1–3. Budapest: Akadémiai Kiadó, 1956. 517 p.* Klaniczay Tibor, Gerézdi Rabán, Bán Imre, Vargha Balázs, Szauder József és Pándi Pál. A magyar irodalom története 1849-ig. Szerkesztette Bóka László és Pándi Pál. Budapest: Bibliotheca, 1957. 492 p. – 2. kiad. szerk. Pándi Pál. Budapest: Gondolat Kiadó, 1964. 534 p. – 3. kiad. szerk. Szauder József. Budapest, 1968. 524 p. – 4. kiad. Budapest, 1971. 542 p.
- Klaniczay Tibor, Szauder József és Szabolcsi Miklós. Kis magyar irodalomtörténet. Budapest: Gondolat Kiadó, 1961. 493 p. – 2. kiad. Budapest, 1962. 341 p. – 3. kiad. Budapest, 1963. 343 p. [és ugyanez a szöveg „A kultúra világa” című sorozat 10. kötetében, Budapest: Közgazdasági és Jogi Könyvkiadó, 1965. 5–278. Ugyanez a kötet idegen nyelveken: Histoire abrégée de la littérature hongroise. Budapest: Corvina Könyvkiadó, 1962. 300 pp. Kratkaja isztorija vengerszkoj literaturi. Budapest: Corvina Könyvkiadó, 1962. 402 pp. Geschichte der ungarischen Literatur. Budapest: Corvina Könyvkiadó, 1963, 353 S. History of Hungarian Literature. Budapest: Corvina Könyvkiadó, 1964. 361 pp. Historia literatury węggierskiej, Budapest: Corvina Könyvkiadó, 1966. 365 pp. Kratka istorija na ungarskata literatura. Szofija: Nauka i Izkusztvo, 1975. 335 pp.]
- Tibor Klaniczay, István Sőtér, Kálmán Bor, György Mihály Vajda. La littérature comparée en Europe orientale, Conférence de Budapest, 26–29 octobre 1962. Budapest: Akadémiai Kiadó, 1963. 354 pp.
- A magyar irodalom története 1600-ig. Írták Gerézdi Rabán, Klaniczay Tibor, V. Kovács Sándor, Pirnát Antal, Stoll Béla, Varjas Béla, szerkesztette Klaniczay Tibor. Budapest: Akadémiai Kiadó, 1964. 646 1. (A magyar irodalom története, I).
- A magyar irodalom története 1600-tól 1772-ig. Bán Imre, Hopp Lajos, Klaniczay Tibor, Pirnát Antal, Stoll Béla, Tarnai Andor, Varga Imre, szerkesztette Klaniczay Tibor. Budapest: Akadémiai Kiadó, 1964. 646 1. (A magyar irodalom története, II).
- Tibor Klaniczay e Mátyás Horányi. Italia ed Ungheria. Dieci secoli di rapporti letterari. Budapest: Akadémiai Kiadó, 1967. 396 pp.
- Klaniczay Tibor, bev., szerk. Forgách Mihály és Justus Lipsius levélváltása. Budapest: Magyar Iparművészeti Főiskola, 1970. 161.
- Tibor Klaniczay, a cura di. Rapporti veneto-ungheresi all'epoca del Rinascimento. Studia humanitatis 2. Budapest: Akadémiai Kiadó, 1975. 438 pp.
- Tibor Klaniczay and Imre Varga, eds. La Baroque en Hongrie. Baroque 8. Montauban: C. I. S. B., 1976. 152 pp.
- Handbuch der ungarischen Literatur. Von István Nemeskürty, László Orosz, Béla G. Németh, Attila Tamás, Hrsg. Tibor Klaniczay. Budapest: Corvina Könyvkiadó, 1977. 658 S. [Ugyanez a kötet: Histoire de la littérature hongroise des origines à nos jours, publié sous la direction de Tibor Klaniczay. Budapest: Corvina Könyvkiadó, 1980. 586 pp.]
- A magyar irodalom története, írták: Nemeskürty István, Orosz László, Németh G. Béla, Tamás Attila, szerk. Klaniczay Tibor. Budapest: Kossuth Könyvkiadó, 1982. 486 p. – 2. kiad. 1985. 486 p.
- A History of Hungarian Literature, ed. Tibor Klaniczay. Budapest: Corvina Kiadó, 1983. 571 pp.
- Unkarin kirjallisuus. Helsinki: Suomalaisen Kirjallisuuden Seura, 1986. 484 pp.
- Littérature de la Renaissance. A la lumiére des recherches sovietiques et hongroises, red. N. I. Balasov, T. Klaniczay, A. D. Mihajlov. Studia humanitatis 3. Budapest: Akadémiai Kiadó, 1978. 486 pp.
- Thuribulum aureum. Arany temjénező, az az A híres neves Tolnai Gábornak jeles írásairól való tizenkét idvességes elmélkedések, összeállította Klaniczay Tibor és Tarnai Andor. Budapest: Magyar Iparművészeti Főiskola, 1980. 20 p.
- Schallaburg ‘82. Katalog. Mathias Corvinus und die Renaissance in Ungarn, red. Tibor Klaniczay, Gottfried Stangler, Gyöngyi Török. Wien: Niederösterreichische Landesregierung, 1982. XXXII + 768 S.
- A Szigeti veszedelem költője, kézirat, Klaniczay Tibor művei alapján összeáll. Molnár Imre. A Szigetvári Várbaráti Kör kiadványai 12. Szigetvár: Szigetvári Várbaráti Kör, 1982. 55 p.
- Das Ende der Renaissance: Europäische Kultur um 1600, red. August Buck, Tibor Klaniczay. Wolfenbütteler Abhandlungen zur Renaissanceforschung 6. Wiesbaden: Otto Harrasowitz, 1987. 239 S.
- L’époque de la Renaissance, I, L’avénement de l’esprit nouveau 1400–1480, publ. par Tibor Klaniczay, Eva Kushner, André Stegmann. Histoire Comparée des Littératures de Langues Européennes VII. Budapest: Akadémiai Kiadó, 1988. 593 pp.
- Geschichtsbewusstsein und Geschichtsschreibung in der Renaissance, Hrsg. August Buck, Tibor Klaniczay, S. Katalin Németh. Stufia humanitatis 7. Budapest–Leiden–New York: Akadémiai Kiadó–Brill, 1989. 121 S.
- A Bibliotheca Zriniana története és állománya, írták és összeállították Hausner Gábor, Klaniczay Tibor, Kovács Sándor Iván, Monok István, Orlovszky Géza, szerkesztette Klaniczay Tibor. Bibliotheca Zriniana 4. Budapest: Argumentum–Zrínyi Kiadó, 1991. 628 p.
- Klaniczay Tibor és Petneki Áron. Nemzeti örökségünk. A „Kulturális és történelmi emlékeink feltárása, nyilvántartása és kiadása" című kutatási program tevékenységének összefoglalása. Budapest: Arbor Kiadó, 1992. 99 p.
- Antike Rezeption und nationale Identität in der Renaissance insbesondere in Deutschland und in Ungarn, Hrsg. Tibor Klaniczay, S. Katalin Németh und Paul-Gerhardt Schmidt. Studia humanitatis 9. Budapest: Balassi Kiadó, 1993. 180 S.
- Klaniczay Tibor, szerk. A Magyar Tudományos Akadémia Irodalomtudományi Intézete. Budapest: MTA, 1993. 49 p.
- Tibor Klaniczay and József Jankovics, eds. Matthias Corvinus and the Humanism in Central Europe. Studia Humanitatis 10. Budapest: Balassi Kiadó, 1994.
- Tibor Klaniczay, Eva Kushner and Paul Chavy, eds. L’époque de la Renaissance, Tome IV: Crise et essors nouveaux (1560–1610). Philadelphia–Amsterdam: John Benjamins, 2000.
- Tibor Klaniczay, Eva Kushner and Paul Chavy, eds. L’Époque de la Renaissance (1400–1600). Crises et Essors Nouveaux (1560–1610): A Comparative History of Literatures in European Languages. Philadelphia–Amsterdam: John Benjamins, 2000.
- Tibor Klaniczay and Eva Kushner, eds. Histoire comparée des littératures de langues européennes, L'Époque de la Renaissance, Tome IV. Crises et essors nouveaux (1560–1610). Philadelphia–Amsterdam: John Benjamins, 2000.
- Tibor Klaniczay and Eva Kushner, eds. L’époque de la Renaissance, 1400–1600. Tome III. Maturations et mutations 1520–1560. Amsterdam: Benjamins, 2010. 817 pp.

### Alkalmi írások
- 1950 – „Néhány megjegyzés Komlós Aladár válaszához és önkritikájához”. Irodalomtörténet 38 (1950): 72–75.
- 1954 – „Hrob B. Balassiho”. Kultúrny život 9, 51–52. sz. (1954): [???].
- 1955 – „Kérdezz-felelek”. Élet és Tudomány 10, 5. sz. 1955. febr. 2., 142.
- 1961 – „L'époque de la Renaissance, 1400-1600. Tome III. Maturations et mutations 1520-1560 Horváth János akadémikus”. Népszabadság, 1961. márc. 11., 8. és Irodalomismeret 3–4. sz. (2002): 81–82.
- 1962
  - „Az utrechti összehasonlító irodalomtörténeti kongresszus”. Irodalomtörténeti Közlemények 66 (1962): 133–134.
  - „Dienes András (1905–1962)”. Irodalomtörténeti Közlemények 66 (1962): 546–547.
- 1963 „Tájékoztatás a folyóiratról”. Irodalomtörténeti Közlemények 67 (1963): 120–121.
- 1964 – „Egyetemtörténeti symposium (Krakkó, 1964. május 6–8.)”. Irodalomtörténeti Közlemények 68 (1964): 412–413.
- 1967 – „[Felszólalás]”. In Vita a feudális kori magyar történelem periodizációjáról, szerkesztette Varga János, 117–120. Értekezések a Történeti Tudományok Köréből 45. Budapest: Akadémiai Kiadó, 1968; és Századok 101 (1967): 179–180.
- 1969
  - „Eckhardt Sándor (1890–1969)”. Irodalomtörténeti Közlemények 73 (1969): 518–519.
  - „Pierre Mesnard (1900–1969)”. Helikon 15 (1969): 191–192.
  - „Reneszánsz és barokk kutatások”. Irodalomtörténeti Közlemények 73 (1969): 522–523.
- 1971 – „A Reneszánsz-kutató Csoport 1970. évi munkája”. Irodalomtörténeti Közlemények 75 (1971): 395–396.
- 1972
  - „Ján Mišianik (1941–1972)”. Irodalomtörténeti Közlemények 76 (1972): 743.
  - „Bevezető”. In Brodarics históriája a mohácsi vészről, 5–9. Budapest: Pátria Nyomda, 1972; és 5–7. Budapest: Zrínyi Katonai Kiadó, 1976.
  - „A Reneszánsz-kutató Csoport 1971. évi munkája”. Irodalomtörténeti Közlemények 76 (1972): 411–412.
  - „L’activité de l’Institut d’Etudes Littéraires de l’Académie Hongroise des Sciences, Centre de Recherche de la Renaissance en 1971”. Bibliothéque d’Humanisme et Renaissance 34 (1972): 339–340.
- 1973 – „A Reneszánsz-kutató Csoport 1972. évi munkája”. Irodalomtörténeti Közlemények 77 (1973): 638–639.
- 1974 – „A Reneszánsz-kutató Csoport 1973. évi munkája”. Irodalomtörténeti Közlemények 78 (1974): 400–401.
- 1975
  - „Bán Imre köszöntése”. Studia Litteraria 13 (1975): 5–10.
  - „Búcsú Szauder Józseftől”. Kortárs 19, 10. sz. (1975): 1676–1677.
  - „A Reneszánsz-kutató Csoport 1974. évi munkája”. Irodalomtörténeti Közlemények 79 (1975): 122–123.
  - „Szigetvár hősi védelme”. Szigetvári Zrínyi emlékünnepség, a szigetvári várbaráti kör alkalmi lapja, 1975. szept. 7.
- 1976 – „A Reneszánsz-kutató Csoport 1975. évi munkája”. Irodalomtörténeti Közlemények 80 (1976): 281–282.
- 1977 – „Tudós és nevelő (D. Sz. Lihacsov)”. Szovjet Irodalom 3, 2. sz. (1977): 146–147.
- 1980 – „A Reneszánsz-kutató Csoport 1976–1980. évi munkája”. Irodalomtörténeti Közlemények 84 (1980): 766–770.
- 1981 – „Varjas Béla hetvenéves”. Irodalomtörténeti Közlemények 85 (1981): 133–134.
- 1983 – „Béládi Miklós (1928–1983)”. Hungarológiai Értesítő 5, 1. sz. (1983): 5–8.
- 1985
  - „Búcsú Varjas Bélától”. Élet és Irodalom, 1985. máj. 3., 6.
  - Klaniczay Tibor és Tolnai Gábor. „Köszöntő”. In Prodromus. Tarnai Andor 60. születésnapjára, szerkesztette Kovács Sándor Iván, 5–7. Budapest: Magyar Iparművészeti Főiskola, 1985.
  - „Gondolatok a Zrínyi-könyvtárról”. Néphadsereg, 1985. aug. 24., 13.
  - „Zrínyiekre emlékezve, elhangzott Szigetvárott a Zrínyi-emlékünnepségen, 1985. szept. 2.”. In Zrínyi Miklós Prózai művei, 7–10. Budapest: Zrínyi Kiadó, 1985.
- 1990 – „A Szirmai Endre-díjátadása, Hamburg, 1988. dec. 5.”. Hungarológiai Értesítő 9, 3–4. (1987 [1990]): 215–216.
- 1991 – „Záverom”. Dejiny a literatúra v kontaktoch, 1991, 173–176.

### Tankönyvek, ismeretterjesztő írások, lexikonszócikkek
- Klaniczay Tibor. Vezérfonal a gimnázium VII. osztály első félévének magyar irodalomtörténeti anyagából. Budapest: Magyar Diákok Nemzeti Szövetsége, 1948. 15 p.
- Klaniczay Tibor. Zrínyi Miklós. Budapest: Országos Neveléstudományi Intézet, 1949. 32 p.
- Klaniczay Tibor, Stoll Béla és Szauder József. Magyarkönyv a középiskolák III. osztálya számára. Budapest: Tankönyvkiadó, 1949. 264 p.
- Klaniczay Tibor et al. Magyar irodalomtörténet gimnáziumok számára, I. rész. Budapest: Tankönyvkiadó, 1950. 303 p.
- Tibor Klaniczay and Denis Sinor. „Mikszáth Kálmán, Móricz Zsigmond, Zrínyi Miklós és Hungarian Literature”. In Encyclopoedia Britannica, 1959, 1967.
- Klaniczay Tibor. „Ádám János, Barakonyi Ferenc, Batizi András, Comoedia Balassi Menyhárt árultatásáról, Csoma-kódex, Darholcz Kristóf, id. és ifj., Ellenreformáció, Farkas András, Gálszécsi István, Gönczi György, Hartyáni Imre, Kanizsai Pálfi János, Kassai Hegedüs Sebestyén, Köleséri Sámuel, id. és ifj., Lugossy-kódex, Magyari István, Ozorai Imre, Pataki Füsüs János, Pázmány Péter, Péchi Simon, Pécseli Király Imre, Reformáció, Széll Farkas-kódex, Szentsei-daloskönyv, Sziget veszedelme, Szkhárosi Horvát András, Szombatos énekköltészet, Sztárai Mihály, Thurzó vak lantosa, Unitárius énekköltészet, Vásárhelyi-daloskönyv, Zrínyi Miklós”. In Magyar Irodalmi Lexikon, I–III, szerkesztette Benedek Marcell. Budapest, 1963–1965.
- Tibor Klaniczay. „Hungarian Literature”. In Information Hungary, edited by Ferenc Erdei, 717–733. Budapest–Oxford: Akadémiai Kiadó–Pergamon Press, 1968.
- Klaniczay Tibor. „A régi magyar irodalom”. In Hazánk, Magyarország, szerkesztette Erdey-Grúz Tibor, II, 653–666. Budapest: Akadémiai Kiadó, 1975.
- Tibor Klaniczay. „Balassi Bálint, Littérature latine en Hongrie, Mémorialistes de Transylvanie, Pázmány Péter, Zrínyi Miklós”. In Encyclopoedia Universalis, I–XX. Paris, 1968–1975.
- Tibor Klaniczay. „Balassi Bálint”. In Biographisches Lexikon zur Geschichte Südosteuropas, 127–128. München: R. Oldenbourg Verlag, 1973.
- Tibor Klaniczay. „Humanismus”. In Lexikon des Mittelalters. Bd. 5. Hiera-Mittel bis Lukanien, 197–198. Stuttgart, 1991